# Viacheslav Chornovil
Viacheslav Maksymovych Chornovil (em ucraniano: В'ячеслав Максимович Чорновіл; Yerky, 24 de dezembro de 1937 – Boryspil, 25 de março de 1999) foi um dissidente soviético ucraniano, ativista pela independência e político que foi o líder do Movimento Popular da Ucrânia de 1989 até sua morte em 1999. Ele passou quinze anos preso pelo governo soviético por seu ativismo pelos direitos humanos e, mais tarde, foi Deputado do Povo da Ucrânia de 1990 a 1999, estando entre os primeiros e mais proeminentes anticomunistas a ocupar cargos públicos na Ucrânia. Ele concorreu duas vezes à presidência da Ucrânia; a primeira vez, em 1991, foi derrotado por Leonid Kravchuk, enquanto em 1999 morreu em um acidente de carro em circunstâncias controversas.
Chornovil nasceu na aldeia de Yerky, na Ucrânia central, então sob a União Soviética. Membro do Komsomol desde seu tempo na universidade, ele era filiado ao movimento contracultural Shistdesiatnyky e foi removido do Komsomol após se manifestar contra o comunismo. Seu samvydav, que investigava violações de intelectuais presos durante uma repressão soviética de 1965–1966, lhe rendeu aclamação ocidental, bem como uma sentença de prisão de três anos na Iacútia. Após sua libertação, ele retornou ao samvydav e começou a publicar O Arauto Ucraniano, um antecessor da moderna imprensa independente ucraniana. Ele foi novamente preso em outro expurgo de intelectuais em janeiro de 1972 e condenado a entre seis e doze anos de prisão.
Chornovil foi descrito pelo colega dissidente Mikhail Kheifets como "general dos zeks" por sua liderança de presos políticos ucranianos e reconhecido como prisioneiro de consciência pela Anistia Internacional. Ele foi autorizado a retornar à Ucrânia em 1985 como parte da perestroika. Ao longo do final da década de 1980, ele foi ativo na organização de um movimento de oposição ao domínio soviético na Ucrânia. O movimento mais tarde resultou em uma revolução popular que derrubou o comunismo e levou Chornovil a tomar posse como membro do parlamento ucraniano. Ele foi um dos dois principais candidatos na eleição presidencial ucraniana de 1991, embora tenha sido derrotado pelo ex-líder comunista Leonid Kravchuk, e promoveu ativamente a adesão da Ucrânia à União Europeia e a oposição ao surgimento dos oligarcas ucranianos.
Chornovil foi uma figura controversa em vida, e os últimos meses de sua vida foram dominados por uma cisão em seu partido, o Movimento Popular da Ucrânia. Sua morte em um acidente de carro durante a eleição presidencial ucraniana de 1999, durante a qual ele era um candidato em oposição ao presidente em exercício Leonid Kuchma, levou a teorias da conspiração e vários anos de investigações e julgamentos, que não confirmaram nem eliminaram o assassinato como uma possibilidade. Ele é uma figura popular na atual Ucrânia, onde ele foi duas vezes colocado entre os dez ucranianos mais populares e é um símbolo da democracia do país e do ativismo pelos direitos humanos, bem como do pró-europeísmo.

## Biografia

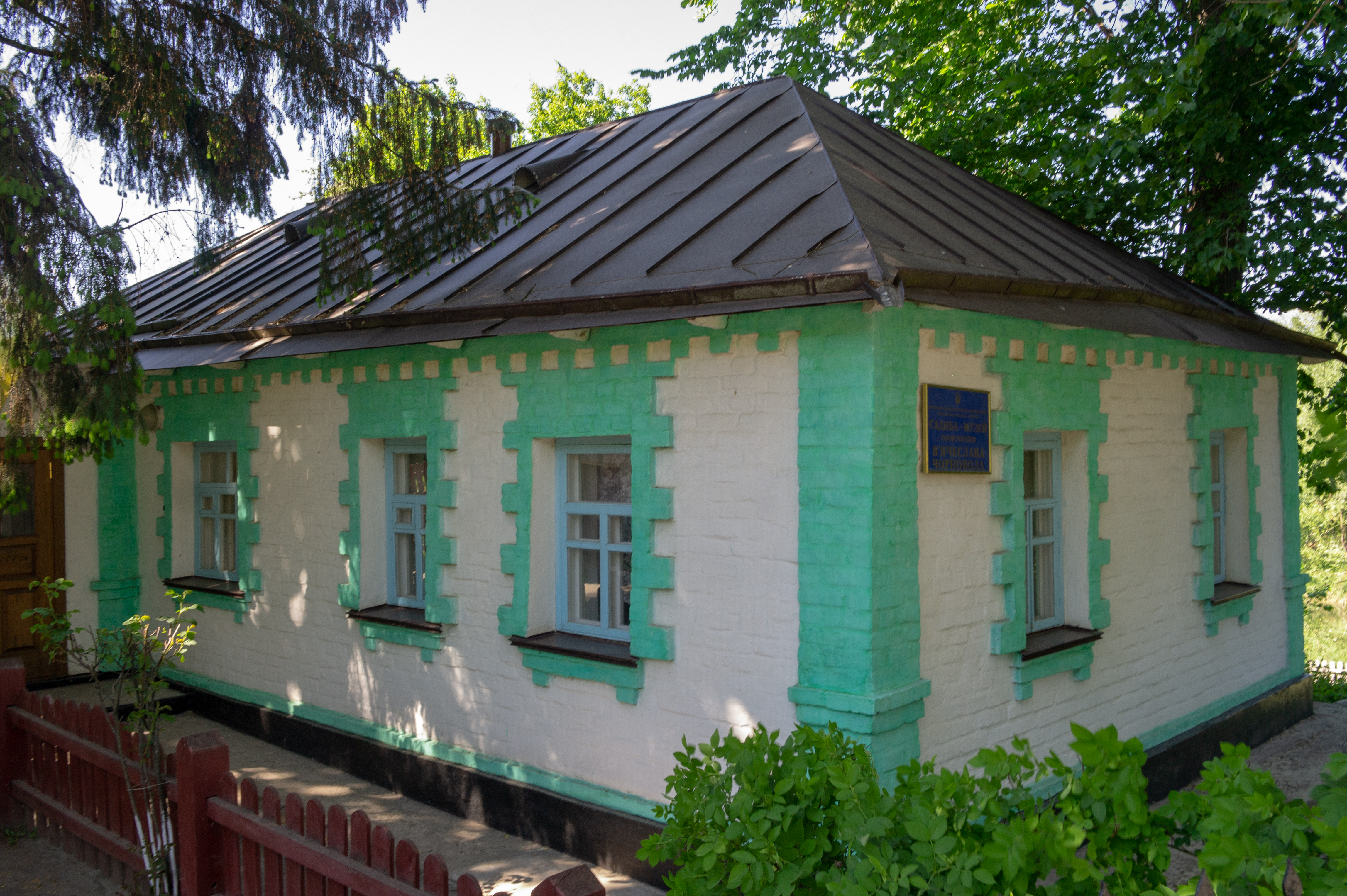
Casa de infância de Chornovil em Vilkhovets, Cherkasy Oblast

Viacheslav Maksymovych Chornovil nasceu em 24 de dezembro de 1937 na aldeia de Yerky, no que era então a República Socialista Soviética da Ucrânia, em uma família de professores.  Seu pai, Maksym Iosypovych Chornovil, era descendente da nobreza cossaca, enquanto sua mãe fazia parte da família aristocrática Tereshchenko. Apesar da política soviética de ateísmo estatal e da russificação da Ucrânia, o jovem Chornovil foi criado nas tradições cristãs ucranianas, com sua família celebrando festivais ucranianos em sua casa. 
Nascido e criado durante o Grande Expurgo, a infância de Viacheslav foi dominada pela repressão soviética; seu tio paterno, Petro Iosypovych, foi executado, enquanto seu pai viveu como fugitivo. A família se mudava regularmente de aldeia em aldeia, num esforço de Maksym para escapar da prisão.  Durante a Segunda Guerra Mundial e a ocupação alemã da Ucrânia, a família Chornovil viveu na aldeia de Husakove, onde Viacheslav frequentou a escola. Mais tarde, ele afirmou em sua autobiografia que, após a recaptura de Husakove pela União Soviética, sua família foi expulsa da aldeia. Mais tarde, eles viveram em Vilkhovets, onde viveram antes de Husakove, e onde Viacheslav mais tarde se formou no ensino médio com uma medalha de ouro em 1955. 
Chornovil matriculou-se na Universidade Taras Shevchenko de Kiev no mesmo ano, estudando para se tornar jornalista. Nessa época, ele também se juntou ao Komsomol, a divisão juvenil do Partido Comunista da União Soviética. Durante seu tempo em Kiev, Chornovil primeiro adquiriu interesse em política, tornando-se um forte crente na amizade dos povos e no internacionalismo. A resposta negativa da população russófona de Kiev para aqueles que falavam a língua ucraniana o desagradou e o deixou com uma consciência maior de seu status como ucraniano.  Como outros jovens ativistas soviéticos da época, Chornovil também foi influenciado pelo 20.º Congresso do Partido Comunista da União Soviética em 1956, no qual Nikita Khrushchov denunciou o governo de Josef Stalin. 
As visões não conformistas de Chornovil o colocaram em conflito com o jornal da faculdade, que o condenou por "pensamento fora do padrão" em 1957.  Como resultado, ele foi forçado a interromper seus estudos e enviado para trabalhar como udarnik  construindo um alto-forno na cidade de Zhdanov, em Donbass (hoje conhecida como Mariupol). Ele também trabalhou como editor itinerante para o jornal Kyiv Komsomolets. Depois de um ano, ele retornou aos estudos, graduando-se em 1960 com distinção.  Sua dissertação de diploma foi sobre as obras publicitárias de Borys Hrinchenko.  No mesmo ano, ele se casou com sua primeira esposa, Iryna Brunevets. Os dois tiveram um filho, Andriy, antes de se divorciarem em 1962. 

## Carreira jornalística e partidária
Após sua graduação, Chornovil tornou-se editor na Televisão de Lviv (agora Suspilne Lviv) em julho de 1960, onde havia trabalhado anteriormente como assistente a partir de janeiro do mesmo ano. Durante esse tempo, ele possivelmente conheceu e interagiu com Zenovii Krasivskyi, que estava estudando jornalismo televisivo na Universidade de Lviv. Assim como Chornovil, Krasivskyi mais tarde se tornaria um líder do movimento dissidente. Chornovil escreveu roteiros para as transmissões do canal, principalmente sobre a história da literatura ucraniana.  Pelo menos três (sobre Mykhailo Stelmakh, Vasyl Chumak e o grupo Jovem Musa) foram transmitidos em 1962.  Durante esse tempo, Chornovil também se dedicou à crítica literária, com foco particularmente nas obras de Hrinchenko, Taras Shevchenko e Volodymyr Samiilenko. 

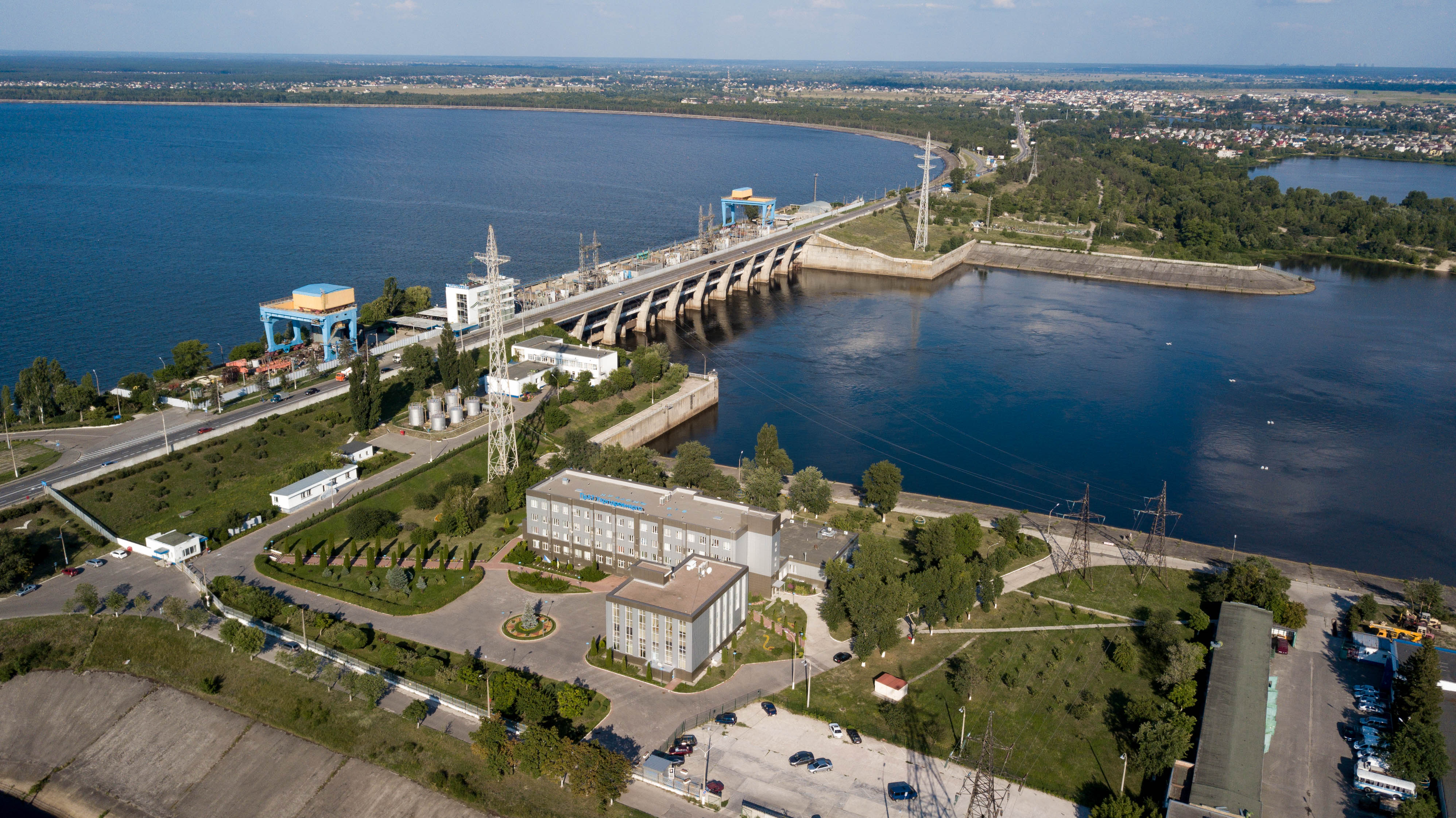
Usina Hidrelétrica de Kiev, onde Chornovil trabalhou como secretário do Komsomol de 1963 a 1964

Chornovil deixou seu emprego na Televisão de Lviv em maio de 1963 para retornar a Kiev. Lá, ele foi secretário do Komsomol de Kiev para a construção da Usina Hidrelétrica de Kiev.  Ele trabalhou simultaneamente como editor dos jornais de Kiev Jovem Guarda e Segunda Leitura,  e fez parte do Clube dos Jovens Artísticos, um grupo informal de intelectuais afiliados ao movimento contracultural Shistdesiatnyky.  Em junho de 1963, Chornovil se casou com sua segunda esposa, Olena Antoniv, e em 1964, nasceu o segundo filho de Chornovil, Taras.  Chornovil também foi aprovado em exames para cursos de pós-graduação no Instituto Pedagógico de Kiev em 1964, mas foi-lhe negado o direito de fazer cursos com base em suas convicções políticas.  Em particular, foi seu envolvimento no Clube dos Jovens Artísticos. 
Os Dias de Shevchenko, em 9 de março de 1964, foram marcados por celebrações em toda a União Soviética, marcando o 150º aniversário do nascimento de Taras Shevchenko. Como parte das comemorações, Chornovil discursou para os trabalhadores da Usina Hidrelétrica de Kiev. Durante o discurso, descreveu Shevchenko como um herói tipicamente ucraniano, rejeitando as interpretações oficiais que enfatizavam o papel de Shevchenko em atividades anti-servidão. Ligando a vida de Shevchenko à história dos ucranianos, Chornovil disse: "Vamos ler Kobzar juntos, e veremos que em toda a obra do poeta, do primeiro ao último verso, um fio vermelho passa por um amor trêmulo pela terra natal desgraçada e desprezada", e que as próprias obras de Shevchenko argumentavam: "todo sistema construído sobre a opressão do homem pelo homem, sobre o desprezo pela dignidade humana e pelos direitos humanos inalienáveis, sobre a supressão de pensamentos livres e humanos, sobre a opressão de uma nação por outra nação, e em qualquer nova forma que possa esconder - é contra a natureza humana e deve ser destruído." 
O historiador Yaroslav Seko observa que o discurso de Chornovil o colocou como um membro dos Sixtiers. No entanto, ele também informa que o discurso estava longe de ser o trabalho mais importante do movimento Sixtier e que o papel de Chornovil foi mínimo em comparação com indivíduos como Ivan Dziuba, escritor de Internacionalismo ou Russificação? e Yevhen Sverstiuk.  Em 8 de agosto de 1965, durante a inauguração de um monumento a Shevchenko na vila de Sheshory, Chornovil fez um discurso com fortes conotações anticomunistas. Como resultado, ele foi demitido de seu emprego no Komsomol. Após sua demissão, Chornovil escreveu várias cartas à liderança do Komsomol em um esforço para demonstrar sua inocência. 

## Dissidente e ativista dos direitos humanos
O ano seguinte marcou o início de uma série de prisões em massa de intelectuais do Shistdesiatnyky após a remoção de Khrushchov e sua substituição por Leonid Brejnev. Em protesto contra as prisões, Chornovil, assim como Dziuba e o estudante Vasyl Stus, realizaram um protesto dentro do Cinema Ucrânia de Kiev durante a estreia de Sombras dos Ancestrais Esquecidos, de Sergei Parajanov, em 4 de setembro. Dziuba disse que a grandeza do filme foi ofuscada pelo expurgo em andamento e, enquanto era escoltado para fora do palco, Stus pediu aos "contra o renascimento do stalinismo" na plateia que se levantassem. O protesto foi um dos primeiros protestos abertos de ucranianos contra seu status na União Soviética.  Em 31 de setembro, seu apartamento em Lviv foi revistado pela KGB e 190 livros foram confiscados. Incluído na literatura confiscada estavam a Crônica Galego-Volínia, os Livros da Gênese do Povo Ucraniano e monografias e artigos dos autores Panteleimon Kulish, Volodymyr Antonovych, Volodymyr Hnatiuk, Dmytro Doroshenko, Ivan Krypiakevych e Volodymyr Vynnychenko, bem como livros de história sobre a Primeira Guerra Mundial e o período entreguerras. 
Mais tarde naquele ano, com a continuação dos expurgos, Chornovil foi chamado a prestar depoimento nos julgamentos de Mykhaylo Osadchy, Bohdan e Mykhailo Horyn, e Myroslava Zvarychevska [uk]. Chornovil recusou e, como resultado, foi demitido de seu cargo de editor na Segunda Leitura . Ele se voltou para samvydav, publicando Tribunal de Justiça ou o Retorno do Terror? em maio de 1966. Em 8 de julho, ele foi acusado de acordo com o Artigo 179 do código penal da RSS da Ucrânia e condenado a três meses de trabalhos forçados com 20% do salário retido. Nesse período, ele trabalhou em vários empregos, incluindo como técnico em expedições da Academia de Ciências da Ucrânia aos Montes Cárpatos, como anunciante do KyivKnyhTorh e como professor no Centro Regional de Proteção da Natureza de Lviv. 
Em 1967, Chornovil publicou seu segundo trabalho de samvydav. Conhecido como Ai de Espírito: Retratos de Vinte "Criminosos", incluía informações sobre os presos durante a repressão de 1965-1966. Chornovil enviou o trabalho ao Comitê Central do Partido Comunista da Ucrânia, ao Comitê de Segurança do Estado da Ucrânia, à União dos Escritores da Ucrânia e à União dos Artistas da Ucrânia. Em 21 de outubro de 1967, foi lido durante uma transmissão da Radio Liberty e foi impresso profissionalmente até o final do ano.  O samvydav de Chornovil foi publicado no Ocidente em 1969 sob o título de Os Documentos de Chornovil, chamando a atenção para o expurgo em um momento em que a consciência pública estava focada principalmente no julgamento de Sinyavsky-Daniel.  O trabalho de Chornovil estabeleceu-o como uma das principais figuras entre os activistas ucranianos da época e, juntamente com o livro de Dziuba, Internacionalismo ou Russificação?, demonstrou aos que viviam no resto da Europa que os ucranianos não aceitavam totalmente o regime soviético. 
Além de Ai de Espírito, Chornovil também escreveu cartas ao chefe da KGB ucraniana e ao Procurador-Geral da Ucrânia reclamando que os investigadores haviam violado as leis durante as prisões de Shistdesiatnyky. Em 5 de maio de 1967, ele foi convocado ao escritório do procurador-geral adjunto do Oblast de Lviv, E. Starykov, que o informou da existência do artigo 187-1 do código penal da RSS da Ucrânia, que proibia difamar o sistema ou o governo soviético, inclusive escrevendo cartas reclamando sobre ações cometidas por membros do governo, sob a ameaça de até três anos de prisão. Embora não fosse um segredo, a lei não havia sido publicada na época, e foi somente devido a Starykov informá-lo posteriormente que Chornovil soube que seus atos poderiam ter sido ilegais. 

### Primeira prisão

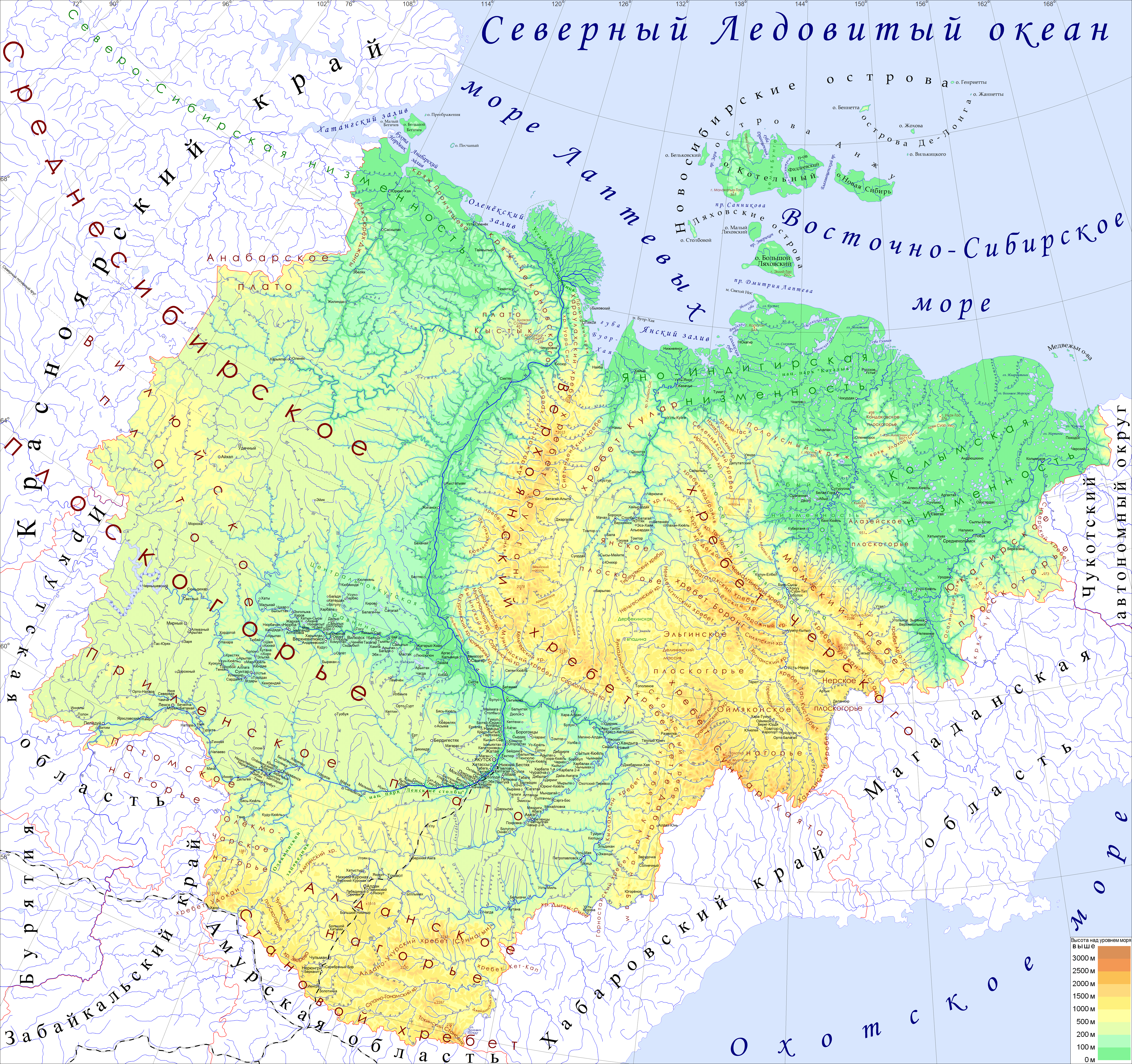
Chornovil foi enviado para a República Socialista Soviética Autônoma de Iacútia (mapa ilustrado) após sua primeira prisão

Chornovil foi preso em agosto de 1967 em resposta a Ai de Espírito e acusado sob o artigo 187-1.  Outra busca em seu apartamento resultou na apreensão de uma cópia de Ai de Espírito, bem como do samvydav de Valentyn Moroz Relatório da Reserva Beria, que serviu de base para as acusações contra ele. Chornovil optou por abrir mão de um advogado, pois a última opção na época carregava os riscos de ter seus argumentos distorcidos e manipulados durante os interrogatórios. Chornovil argumentou sua inocência, bem como a daqueles que foram presos durante o expurgo, dizendo: 
| “ | Representantes da intelectualidade ucraniana foram presos em agosto e setembro de 1965 em Kiev, Lviv e outras cidades da Ucrânia. Eles foram acusados de propaganda antissoviética, e a maioria deles foi condenada em 1965 em processos judiciais à porta fechada. Conheci pessoalmente vários dos presos e condenados; nunca notei nada de antissoviético em suas ações e palavras, mas, ao contrário, vi uma preocupação sincera com o estado da cultura ucraniana, com a língua ucraniana, com a restauração do direito socialista normal e da democracia socialista, que foram pisoteados durante os anos da tirania de Stalin e Beria. Nada disso difere do XX Congresso do PCUS. Posteriormente, M. Osadchy, interrogado e procurado como testemunha no caso de um professor e ex-instrutor do Comitê Central de Lviv do Partido Comunista da Ucrânia, chegou à conclusão de que os órgãos da KGB, que conduziram a investigação, permitiram violações das normas processuais, enquadrando a investigação a qualificações preconcebidas. | ” |

Ele também afirmou que o processo e a falta de ação das autoridades soviéticas em relação às suas queixas reduziram significativamente sua fé no sistema soviético. Ele continuou a insistir, no entanto, que não tinha má vontade em relação ao governo soviético, alegando que estava sendo alvo de certos funcionários que desejavam impedi-lo ilegalmente de informar altos funcionários sobre o estado do país.  Chornovil foi condenado em 13 de novembro de 1967 e sentenciado a três anos de prisão.  Durante este período, ele viveu na aldeia de Chappanda na República Socialista Soviética Autônoma de Iacútia. 

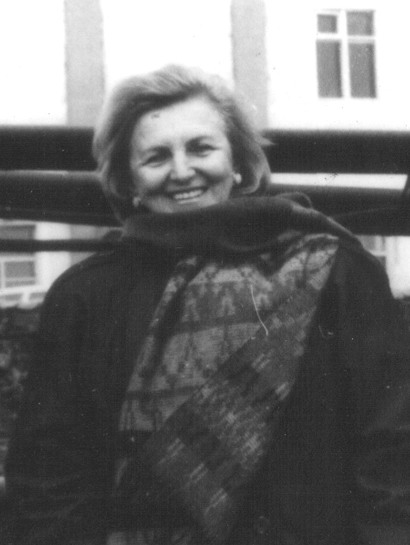
Atena Pashko, terceira e última esposa de Chornovil

Em 1969, Chornovil casou-se com a colega ativista Atena Pashko, que conheceu na casa de Ivan Svitlychnyi. Os dois casaram-se formalmente na cidade de Nyurba. Como resultado do exílio de Chornovil, realizar uma cerimônia de casamento tradicional era impossível. Pashko mais tarde lembrou que, no caminho de volta para Chappanda, Chornovil fez um buquê improvisado de erva-de-são-joão, enquanto a própria Pashko fez um de rosas selvagens. Os recém-casados optaram por deixar suas alianças em uma grande árvore em vez de usá-las, com a intenção de que ficassem lá para sempre. 

### Vida entre prisões (1969–1972)
Chornovil foi libertado como parte de uma anistia geral em 1969. Lutando para conseguir um emprego, entre outubro de 1969 e 1970 ele trabalhou em uma estação meteorológica no Oblast de Zakarpattia, como escavador durante uma expedição arqueológica ao Oblast de Odesa e como funcionário na estação ferroviária de Sknyliv.  Em setembro de 1969, ele também conheceu Valentyn Moroz, outro dissidente que havia sido preso como parte do expurgo de 1965-1966. Os dois rapidamente formaram uma amizade, pois ambos buscavam fortalecer o movimento dissidente e confrontar ainda mais os abusos do governo. Moroz viajou para se encontrar com Chornovil nada menos que quatro vezes entre sua libertação em 31 de setembro de 1969 e sua nova prisão em 1 de junho de 1970, e Chornovil, por sua vez, visitou a casa de Moroz em Ivano-Frankivsk várias vezes. Durante esse período, Chornovil, ao lado de Svitlychnyi e Sverstiuk, também liderou uma campanha de doações para evitar que Moroz (incapaz de encontrar emprego devido à sua ficha criminal) caísse na pobreza. A campanha arrecadou 3.500 rublos.  Ele organizou outras campanhas de doação para outros dissidentes anteriormente presos, como Sviatoslav Karavanskyi e Nina Strokata. 
Em janeiro de 1970, Chornovil lançou um novo jornal samvydav, conhecido como O Arauto Ucraniano. O jornal continha outras publicações samvydav, bem como informações sobre abusos de direitos humanos pelo governo soviético e pela polícia que Chornovil acreditava serem contrários à constituição da União Soviética, o chauvinismo da Grande Rússia e o sentimento anti-ucraniano, e outras informações sobre o movimento dissidente na Ucrânia.  Chornovil era o editor-chefe do O Arauto Ucraniano e um de seus três editores (ao lado de Mykhailo Kosiv e Yaroslav Kendzior ). O Ukrainian Herald mantinha uma grande equipe profissional, com correspondentes em toda a Ucrânia (que iam do leste até Dnipropetrovsk e Donetsk ),  e foi descrito pelo biógrafo VI Matiash como o precursor da imprensa independente na Ucrânia. 
Temendo ser preso, em junho de 1971 escreveu uma declaração ao Comitê de Direitos Humanos das Nações Unidas, afirmando que pretendia ser liberado caso fosse preso. Na carta, ele descreveu exemplos de violações da lei por órgãos jurídicos soviéticos e argumentou que os prisioneiros políticos soviéticos não tinham o direito de se defender e estavam sujeitos a uma campanha de espionagem, vigilância, chantagem e ameaças. Ele rejeitou a possibilidade de cooperar com os investigadores, escrevendo: "Prefiro morrer atrás das grades a ceder aos princípios acima mencionados." 
Nessa época, Chornovil também se afastou dos princípios do marxismo-leninismo, adotando, em vez disso, uma visão cautelosamente favorável ao socialismo libertário, como exemplificado por Mykhailo Drahomanov. Em uma carta de outubro de 1971 a Moroz, Chornovil observou que, em seus estudos sobre os revolucionários anarquistas Pierre-Joseph Proudhon e Mikhail Bakunin, ele passou a rejeitar o apoio incondicional às políticas de Drahomanov, mas acreditava que as visões libertárias do intelectual anterior sobre o autogoverno valiam a pena ser apoiadas. Essa atitude mais tarde informou seu apoio ao federalismo. 
Chornovil estabeleceu o Comitê Cívico para a Defesa de Nina Strokata em 21 de dezembro de 1971, após a prisão da ativista homônima. Isso marcou uma mudança em sua atitude em relação à formação de organizações de direitos humanos; ele as havia rejeitado anteriormente em favor de campanhas de petição, considerando a formação de uma organização impossível devido às circunstâncias do status da Ucrânia dentro da União Soviética, mas essa posição vinha sendo cada vez mais criticada por dissidentes (notadamente Moroz) e pelo público ucraniano, que as considerava muito lentas e sem resultados significativos. O comitê teve suas raízes em comitês públicos estabelecidos para a defesa legal de Angela Davis, uma ativista americana de direitos civis cujo caso era popular na União Soviética. Chornovil acreditava que, ao entregar informações sobre o caso ao Comitê de Direitos Humanos da ONU, Strokata poderia ser libertado e, adicionalmente, solicitou o apoio de Ivan Dziuba, amigo próximo de Strokata, Leonid Tymchuk, dos ativistas baseados em Moscou Pyotr Yakir e Lyudmila Alexeyeva, e Zynoviia Franko, neta do escritor Ivan Franko. 
Dziuba e Franko recusaram-se a participar do comitê. Franko acreditava que ele deveria ser subordinado ao Comitê de Direitos Humanos de Andrei Sakharov na URSS e sentiu que era inútil formar um grupo para defender um único indivíduo. Dziuba, por outro lado, recusou-se a unir forças com o comitê de Sakharov, acreditando que eles não estavam suficientemente atentos às atividades repressivas que ocorriam na Ucrânia, e afirmou ainda que emitiria uma declaração sobre Strokata quando acreditasse que fosse o momento certo. Outros dissidentes, como Svitlychnyi, Mykhailyna Kotsiubynska e Hryhorii Kochur também se recusaram a apoiar o comitê. Essas recusas impactaram Chornovil, particularmente a de Franko, cujos laços familiares ele acreditava que poderiam ajudar a proteger o comitê de ser atacado pelo governo soviético. 
Tymchuk acabou se juntando ao comitê, assim como Vasyl Stus. O grupo baseou seu raciocínio na constituição soviética, na Declaração Universal dos Direitos Humanos e no Pacto Internacional sobre Direitos Civis e Políticos. As publicações do comitê incluíam, pela primeira vez para ativistas soviéticos, os endereços de seus membros, para onde as submissões de materiais em nome de Strokata deveriam ser enviadas. Foi a primeira organização de direitos humanos na história da Ucrânia, mas seria destruída no ano seguinte depois que todos, exceto um de seus membros (Tymchuk), foram presos. 

### Segunda prisão (1972–1978)

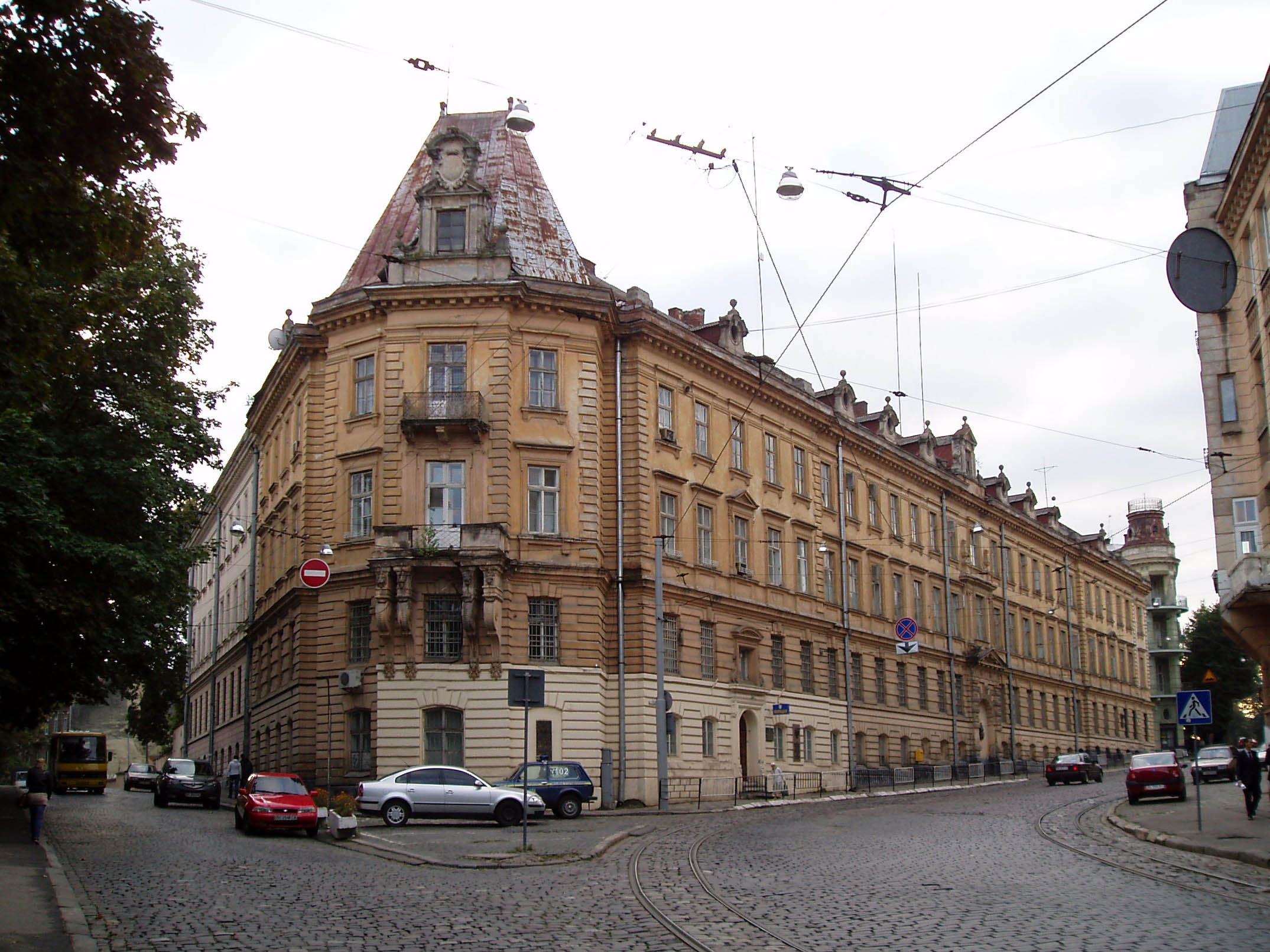
A prisão na rua Łącki, onde Chornovil foi mantido em prisão preventiva após sua prisão em 1972

Outra repressão de longo alcance à intelectualidade ucraniana começou em janeiro de 1972, desencadeada pela prisão do belga-ucraniano Yaroslav Dobosh, um membro da Organização dos Nacionalistas Ucranianos encarregado de contrabandear samvydav para fora da União Soviética. Chornovil foi preso em 12 de janeiro após uma celebração de Vertep no apartamento de Olena Antoniv em Lviv. Ele foi acusado sob os artigos 62 (agitação antissoviética) e 187-1 (calúnia contra a União Soviética) do código penal da RSS da Ucrânia.  A cerimônia de Vertep foi organizada como um protesto contra a política cultural e religiosa soviética, servindo adicionalmente como um esforço de arrecadação de fundos para o O Arauto Ucraniano e para prisioneiros políticos e suas famílias. Ela arrecadou 250 rublos, que foram usados para ajudar aqueles que foram presos durante a repressão. Chornovil foi preso no centro de detenção provisória da KGB em Lviv, ao lado de Iryna Kalynets, Ivan Gel, Stefaniia Shabatura, Mykhaylo Osadchy e Yaroslav Dashkevych. 
O julgamento de Chornovil ocorreu a portas fechadas.  Os promotores citaram como justificativa para as acusações a crença de que ele era responsável pelo conteúdo do O Arauto Ucraniano, o que ele negou.  Durante a investigação, outros ativistas dissidentes se recusaram a dar provas do papel de Chornovil no jornal; ele se baseou em palpites de outros indivíduos, como Zynoviia Franko, para seus argumentos.  Chornovil também se recusou a dar provas contra outros dissidentes ou cooperar com os investigadores, afirmando durante um interrogatório de 2 de fevereiro de 1972 que acreditava que seu julgamento era ilegal e sem relação com o de outros dissidentes. Ele foi interrogado mais de cem vezes durante seu julgamento, com 83 interrogatórios em 1972. 
O emprego de diversas formas conflitantes de escrita e ortografia por Chornovil constituiu parte significativa de sua defesa, e ele as utilizou para argumentar que havia sido responsabilizado sem uma análise linguística do texto. Na ata de uma audiência judicial de 15 de janeiro de 1973, Chornovil afirmou: "Não existe nenhuma investigação sobre o meu caso, há uma preparação aberta para um massacre contra mim, e nenhum recurso está sendo poupado. A partir deste momento, recuso-me a participar de tal 'investigação'."  Grampos na cela de Chornovil levaram os investigadores da KGB a descobrir que Chornovil pretendia declarar greve de fome se fosse exilado fora da Ucrânia e que desejava ter permissão para deixar a União Soviética e ir para a Iugoslávia. 
A sentença dada na conclusão do julgamento de Chornovil foi contestada; a Anistia Internacional declarou em 1977 que ele havia sido condenado a sete anos de prisão e cinco anos de exílio;  The New York Times em março de 1973 afirmou que ele havia sido sujeito a doze anos de prisão e exílio, sem diferenciar entre os dois;  A Enciclopédia da Ucrânia em 2015 afirmou que ele recebeu uma pena de seis anos de prisão e três anos de exílio interno,  que os historiadores Bohdan Paska  e Oleh Bazhan professaram de forma semelhante. De acordo com Bazhan, Chornovil foi condenado em 8 de abril de 1973 pelo Tribunal de Lviv Oblast,  embora Chornovil tenha lembrado em 1974 que havia sido condenado em 12 de abril.  Chornovil apresentou três recursos aos tribunais superiores relativamente ao seu caso; os dois primeiros foram rejeitados, enquanto o terceiro foi formalmente aceite em parte – embora não tenham sido feitas alterações à sentença de Chornovil. 
Após seu julgamento, Chornovil foi enviado para uma colônia de trabalho corretivo na República Socialista Soviética Autônoma da Mordóvia. De 1973 a 1978, ele foi preso em dois campos; ZhKh-385/17-A  e ZhKh-385/3. 
Apesar de sua prisão, Chornovil continuou a liderar ativamente os protestos dos prisioneiros, o que lhe rendeu o apelido de "General dos zeks" pelo autor e dissidente Mikhail Kheifets. Ele foi colocado em uma sala tipo câmara após se recusar a obedecer a qualquer uma das regras que os prisioneiros deveriam seguir.  B. Azernikov e L. Kaminskyi, dois indivíduos que foram presos no mesmo campo que Chornovil, também o descreveram como tendo "grande autoridade entre todos os prisioneiros políticos" e escreveram uma carta aberta à sociedade global instando sua libertação depois que eles deixaram a União Soviética em 1975. 
As atividades de Chornovil continuaram a atrair a atenção internacional durante sua prisão. Ele foi reconhecido como prisioneiro de consciência pelo grupo de direitos humanos Anistia Internacional,  e recebeu o Prêmio Nicholas Tomalin de Jornalismo, reconhecendo escritores cuja liberdade de expressão está ameaçada, em 1975.  Nessa época, Chornovil também começou a contrabandear seus escritos para fora da prisão e usou a oportunidade como um meio para continuar a demonstrar os abusos dos direitos humanos soviéticos.  Ele escreveu uma carta ao presidente dos EUA, Gerald Ford, instando-o a combinar a política de distensão com uma maior atenção aos direitos humanos na União Soviética, alegando que as autoridades soviéticas usaram a distensão como um meio de suprimir vozes dissidentes.  Ele ainda o instou a apoiar a emenda Jackson-Vanik, que sancionou a União Soviética em um esforço para permitir a liberdade de migração do país.  Juntamente com Boris Penson, ele escreveu o livreto samvydav "Vida Diária nos Campos Mordovianos", que foi contrabandeado para Jerusalém e publicado em russo antes de ser traduzido para o ucraniano no jornal Suchasnist, sediado em Munique, no ano seguinte. 
Os Acordos de Helsinque foram assinados entre 30 de julho e 1º de agosto de 1975. As nações signatárias compreendiam toda a Europa (exceto a Albânia), a União Soviética, os Estados Unidos e o Canadá. Na União Soviética, os Acordos de Helsinque foram vistos como um marco de um novo começo para os dissidentes, que descobriram que tinham um meio de revelar os abusos soviéticos dos direitos humanos. Referindo-se a si mesmos como "monitores de Helsinque", eles encontraram apoio do Congresso dos Estados Unidos, que estabeleceu a Conferência sobre Segurança e Cooperação na Europa em julho de 1976 para organizar respostas às violações dos direitos humanos.  Mykola Rudenko, um dissidente que vivia no bairro de Koncha-Zaspa, em Kiev, declarou a formação do Grupo Ucraniano de Helsinque em 9 de novembro de 1975, em um esforço para destacar os abusos.  Chornovil estava preso na época da fundação do grupo e não poderia se tornar membro até ser libertado da prisão em 1979. 
Junto com Moroz e outros presos políticos, as atividades de resistência de Chornovil continuaram após o estabelecimento do UHG. A dupla participou de uma greve de fome em 12 de janeiro de 1977, na qual clamavam pelo fim da perseguição com base em convicções nacionais. Nessa época, no entanto, uma divisão estava se formando entre os presos políticos ucranianos sobre se era melhor resistir ativamente ao sistema prisional soviético (representado por Moroz, Karavanskyi e Ivan Gel) e aqueles que favoreciam a autopreservação acima de tudo (representados por refusenik Eduard Kuznetsov, Oleksii Murzhenko e Danylo Shumuk). Com a influência da KGB, as duas facções começaram a se chocar abertamente. Chornovil, preso em um campo diferente de Moroz e Shumuk, recusou-se a tomar partido no conflito e serviu como mediador. No início de 1977, durante um encontro com Shumuk em um hospital, Chornovil acusou-o de intensificar artificialmente seu conflito com Moroz e comparou as cartas de Shumuk a familiares canadenses (nas quais ele menosprezava Moroz) como equivalentes a queixas policiais. Após sua libertação da prisão, Chornovil acusou Shumuk e Moroz de serem igualmente responsáveis pela rixa, como resultado de suas atitudes egocêntricas. 

#### Segundo exílio (1978–1980)
Chornovil foi libertado da prisão e novamente enviado para Chappanda no início de 1978. Lá, ele continuou a escrever sobre a situação dos presos políticos e os direitos humanos na União Soviética.  Ele também continuou a se envolver no conflito entre Moroz e Shumuk; em uma carta à esposa de Moroz, Raisa, ele pediu um "boicote" público a Shumuk, enquanto argumentava que Moroz estava sendo inflexível. A prisão de nove anos de Moroz impactou seriamente seu estado mental e emocional; Chornovil o caracterizou como autoengrandecedor e narcisista. Durante seu exílio, a amizade de Chornovil com Moroz chegou ao fim, pois o primeiro procurou se distanciar do último, devido ao conflito com Shumuk. 
Durante seu exílio, Chornovil continuou a enviar cartas às autoridades soviéticas. Em uma carta de 10 de abril de 1978 ao Procurador-Geral da União Soviética, ele criticou o fato de que os direitos teoricamente abrangentes garantidos pela constituição soviética estavam ausentes na realidade, perguntando "Por que as leis soviéticas existem?".  Ele também escreveu um panfleto samvydav, intitulado "Apenas um ano",  e foi admitido na PEN Internacional naquele ano.  Na época, ele estava trabalhando como operário em uma fazenda sovkhoz em Nyurba,  para onde havia sido enviado em outubro de 1979. Como anteriormente, muitas das obras samvydav de Chornovil serviram para ilustrar abusos de direitos humanos e as condições enfrentadas pelos prisioneiros de consciência. 
Chornovil juntou-se ao Grupo Ucraniano de Helsinque vindo do exílio em 22 de maio de 1979.  De novembro de 1979 a março de 1980, ele foi colocado sob vigilância constante pela KGB, que registrou que ele estabeleceu contatos com os dissidentes Mykhailo Horyn, Oksana Meshko e Ivan Sokulskyi. Ele também fez contato com vários outros indivíduos que desejavam estabelecer capítulos do UHG nas regiões da Ucrânia. Sem o conhecimento de Chornovil, Meshko, na época líder do UHG, também havia caído sob forte vigilância da KGB e deixou de admitir indivíduos para evitar suas prisões. Zenovii Krasivskyi, um importante membro do UHG, despachou Petro Rozumnyi para visitar dissidentes presos e exilados. Entre eles estava Chornovil, que foi convidado a substituir Meshko como chefe do UHG. 

### Terceira prisão (1980–1983)
Chornovil foi preso novamente em 8,  9,  ou 15  de abril de 1980 sob acusações de tentativa de estupro. As acusações são frequentemente descritas na historiografia ucraniana como uma fabricação total,    e foram igualmente referidas como tal pela revista americana Time.  As acusações de tentativa de estupro refletiam acusações semelhantes contra vários outros dissidentes importantes da época, como Mykola Horbal, Yaroslav Lesiv e Yosyf Zisels. Myroslav Marynovych, um membro do UHG, mais tarde acusou a KGB de falsificar descaradamente informações que levaram à prisão de Chornovil, citando um oficial da KGB que declarou que "não faremos mais mártires" prendendo indivíduos exclusivamente por acusações políticas.  A prisão de Chornovil, bem como a de vários outros dissidentes da Ucrânia e de toda a União Soviética, ocorreu durante uma reunião da Conferência sobre Segurança e Cooperação na Europa, em Madrid, e a Time afirmou que alguns observadores acreditavam que as prisões foram feitas para demonstrar a indignação soviética em relação aos Acordos de Helsínquia. 
Após sua prisão, Chornovil declarou uma greve de fome,  caracterizando sua prisão e as de outros como contrárias aos ideais leninistas e um esforço para sufocar a dissidência na preparação para os Jogos Olímpicos de Verão de 1980.  Ele foi transferido para um campo de prisioneiros em Tabaga, Yakutia, onde foi colocado em uma cela coberta de vômito e fezes. Em um ponto, ele foi transferido para uma "sala de recreação", onde não tinha acesso à água. Sem forças como resultado de sua greve de fome, Chornovil rastejou de quatro para chegar ao banheiro da prisão, que ficava um andar abaixo de sua cela e do outro lado do pátio da prisão. Várias vezes, ele desmaiou de exaustão e foi acordado ao ser encharcado em água pelos guardas. Durante uma epidemia de disenteria no campo, Chornovil foi infectado e prontamente encerrou sua greve de fome depois que os médicos declararam que se recusariam a tratá-lo se ele não encerrasse sua greve de fome. Chornovil foi posteriormente mantido em confinamento solitário de 5 a 21 de novembro de 1980 como resposta à greve de fome.  Ele foi considerado culpado por um tribunal fechado na cidade de Mirny e condenado a cinco anos de prisão. 
Chornovil continuou a escrever na prisão, incluindo uma carta aberta de fevereiro de 1981 ao 26.º Congresso do Partido Comunista da União Soviética, na qual acusou o secretário-geral Leonid Brezhnev e o presidente da KGB, Iúri Andropov, de orquestrar expurgos massivos contra o UHG. Ele também escreveu à esposa, pedindo "nenhum compromisso" nas reações dos dissidentes ao congresso. Ele escreveu outra carta em 9 de abril de 1981, desta vez ao Comitê de Direitos Humanos das Nações Unidas, à Anistia Internacional, ao Comitê para o Mundo Livre e aos Comitês de Helsinque para os Direitos Humanos, pedindo maior atenção à perseguição soviética ao UHG na formulação de suas políticas diplomáticas em relação à União Soviética.  Chornovil foi libertado em 1983, mas foi impedido de retornar à Ucrânia. Ele permaneceu na cidade de Pokrovsk,  trabalhando como foguista.  Em 15 de abril de 1985  ele recebeu permissão para retornar à Ucrânia do líder soviético Mikhail Gorbatchov como parte de sua perestroika.   Chornovil passou um total de 15 anos preso pelo governo soviético. 

### Retorno à Ucrânia
Quando Chornovil retornou à Ucrânia, o país havia mudado drasticamente desde sua prisão em 1972. O primeiro secretário Petro Shelest havia sido removido e substituído por Volodymyr Shcherbytsky, um linha-dura e membro da Máfia de Dnipropetrovsk de Brezhnev. Shcherbytsky havia intensificado drasticamente as políticas de russificação e a repressão à cultura ucraniana durante seu governo. Parcialmente como resultado das políticas de Shcherbytsky, na época da morte de Brezhnev em 1982, menos livros haviam sido publicados em ucraniano do que durante o governo de Joseph Stalin. 
Em 26 de abril de 1986, ocorreu uma explosão no reator nº 4 da Usina Nuclear de Chernobyl. A explosão resultou na descarga de radiação no norte da Ucrânia, bem como no oeste da Rússia e na maior parte da Bielorrússia. As consequências do desastre (incluindo a evacuação de milhares de pessoas), bem como a inação precoce do governo comunista ucraniano, pioraram significativamente as atitudes públicas em relação ao governo de Shcherbytsky. Após o desastre de Chernobyl, o Partido Comunista da Ucrânia passou por uma crise de confiança pública, o que levou Chornovil e outros dissidentes ucranianos a iniciar o processo de construção de um grupo unificado em oposição ao regime comunista. 
Chornovil relançou formalmente o O Arauto Ucraniano em 21 de agosto de 1987. A primeira edição do jornal renovado foi dedicada a Vasyl Stus, que morreu na prisão em 1985. O novo conselho editorial era composto por Chornovil, Ivan Gel, Mykhailo Horyn e Pavlo Skochok, e vários intelectuais ucranianos importantes contribuíram com ensaios.  O conselho editorial estava sediado na casa de Chornovil,  e o Herald tornou-se parte do Grupo Ucraniano de Helsinque. 
No verão do mesmo ano, Chornovil recebeu a visita de Martha Kolomiyets, jornalista americana do jornal da diáspora ucraniana The Ukrainian Weekly. Kolomiyets entrevistou Chornovil em um vídeo que foi posteriormente transmitido pela televisão em Lviv, Kiev e Moscou, como parte de um esforço do governo soviético para criar uma má impressão de Chornovil. Pelo contrário, a entrevista, durante a qual lhe foi permitido articular livremente a atitude do movimento dissidente em relação à religião e à cultura ucraniana, apenas reforçou a imagem de Chornovil e do movimento dissidente. Kolomiyets foi posteriormente preso como um "sabotador americano", mas nessa altura a entrevista já havia sido amplamente divulgada e compartilhada. 
As atividades de direitos humanos continuaram a ser um foco significativo para os esforços de Chornovil após sua libertação. Em 24 de fevereiro de 1987, ele viajou para o Edifício Lubyanka, a sede da KGB em Moscou, onde falou com funcionários e exigiu a libertação de todos os presos políticos, a anulação de suas sentenças e a devolução dos objetos apreendidos durante as buscas. Enquanto estava em Lubyanka, ele anunciou que, em resposta às celebrações oficiais do 1000º Aniversário da Cristianização da Rus', o movimento dissidente lançaria uma campanha para reverter a decisão do Sínodo de Lviv de 1946 que fundiu a Igreja Greco-Católica Ucraniana com a Igreja Ortodoxa Russa. 
Chornovil foi um dos membros fundadores do Grupo de Iniciativa Ucraniana para a Libertação dos Prisioneiros de Consciência, liderado por Mykhailo Horyn. Os dois se juntaram a Vasyl Barladianu, Gel, Zorian Popadiuk e Stepan Khmara na defesa da remoção da agitação antissoviética do código penal e da libertação e reabilitação de todos os presos políticos.  Apesar das reformas de Gorbachev, o governo soviético continuou a intervir contra Chornovil e outros dissidentes. Em um caso, Chornovil foi impedido de participar de um seminário planejado para dezembro de 1987 sobre os direitos das nações não russas dentro da União Soviética por ser chamado para uma entrevista "preventiva" em Lviv, onde foi advertido contra o envolvimento em atividades "antissociais". 
Enquanto isso, Shcherbytsky enfrentava uma revolta interna por suas políticas de russificação. A União dos Escritores da Ucrânia, o órgão estatal dos escritores, realizou um plenário intitulado "Literatura soviética ucraniana na educação patriótica e internacional dos trabalhadores" em junho de 1987. A reunião foi dedicada à preservação e ao fortalecimento da língua ucraniana.  Em Moscou, Gorbachev pressionava cada vez mais Shcherbytsky, então o principal membro conservador do Comitê Central, a renunciar aos seus cargos. Em resposta, o líder ucraniano soviético lançou uma campanha de relações públicas contra Chornovil e outros dissidentes, acusando o conselho editorial ' Herald de ser apoiado por "serviços subversivos estrangeiros". Um comunicado à imprensa foi emitido pelo gabinete de Shcherbytsky em 22 de dezembro de 1987, prometendo aumentar a vigilância da KGB sobre os dissidentes, particularmente sobre Chornovil. Jornais em todo o país, incluindo Ucrânia Democrática [uk], Evening Kyiv e Lviv Pravda foram mobilizados para atacar o movimento dissidente, assim como estações de rádio e televisão.  Chornovil respondeu com uma carta repreendendo os escritores de um desses artigos no jornal de Lviv Ucrânia Livre [uk], afirmando que o tratamento dado a si próprio e a Horyn era comparável ao de Aleksandr Solzhenitsyn 15 anos antes. 
Em 11 de março de 1988, Chornovil restabeleceu formalmente o Grupo Ucraniano de Helsinque em uma carta coassinada por Mykhailo Horyn e Krasivskyi, embora o grupo já tivesse retomado a atividade no verão do ano anterior. Nessa época, várias organizações independentes existiam, como a Sociedade do Leão, a Spadshchyna e o Clube Culturológico Ucraniano. A natureza fragmentada do movimento dissidente (agora unido sob o rótulo de Democracia Nacional) levou Chornovil a iniciar o processo de reunir as organizações em uma estrutura unificada em abril de 1988.  Mais atenção foi trazida à ideia de unificar grupos independentes em junho, depois que milhares de pessoas compareceram aos protestos em comemoração ao desastre de Chernobyl em Lviv. Os presentes pediram uma frente popular de organizações independentes, em linha com propostas semelhantes nos estados bálticos na época. 

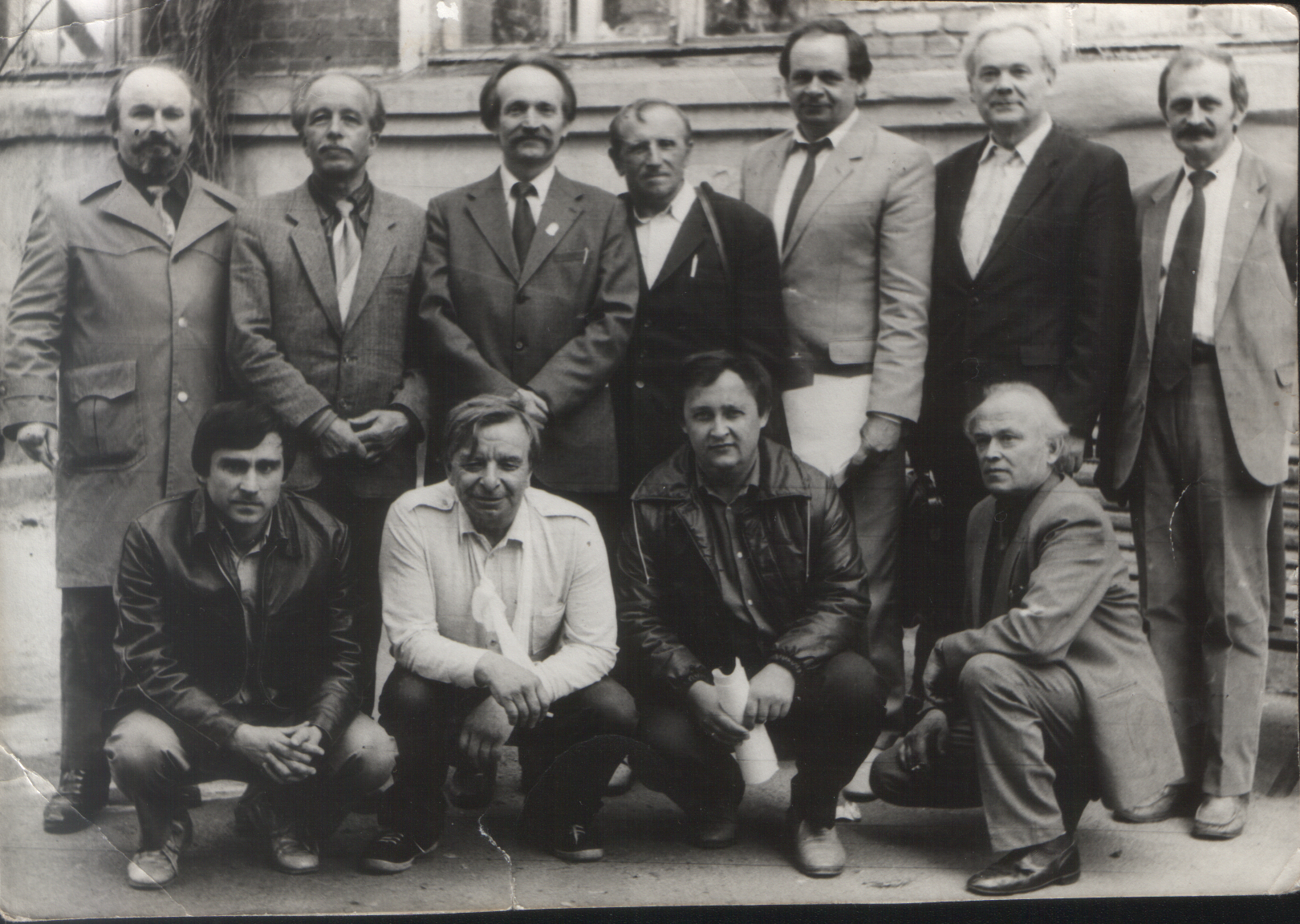
Chornovil com membros da filial de Donetsk da União Ucraniana de Helsinque, 1989

Chornovil criou a União Ucraniana de Helsinque (em ucraniano: Українська Гельсінська спілка, abreviado UHS) em 7 de junho de 1988. Ao contrário do seu nome, a nova estrutura era um partido político, embora não fosse referido como tal para evitar dar ao governo soviético justificativa para reprimir ativistas. Foi o primeiro partido político independente na Ucrânia Soviética.  Durante a reunião de fundação do UHS em 7 de julho de 1988, Chornovil apresentou o programa do partido, coescrito por ele e Bohdan e Mykhailo Horyn.  Ele clamava pela independência da Ucrânia, que foi descrita como benéfica tanto para os ucranianos quanto para as minorias ucranianas, bem como uma confederação entre os países da União Soviética. Esta última posição era de pragmatismo, tomada para evitar que o UHS fosse banido. 
As atividades de Chornovil durante este período não se limitaram à Ucrânia; ele manteve contatos extensivos com outros dissidentes, particularmente aqueles dos estados bálticos, Armênia e Geórgia. Um aviso interno de 8 de setembro de 1988 da KGB ucraniana informou aos funcionários que uma organização conhecida como Comitê Internacional para a Proteção de Prisioneiros Políticos, estabelecida por Chornovil e o dissidente armênio Paruyr Hayrikyan em janeiro de 1988, estava ativamente envolvida em esforços para revogar artigos sobre agitação antissoviética, para fechar campos de prisioneiros e psikhushkas, e para solidificar a cooperação entre os movimentos nacionalistas da Ucrânia e outros países dentro da União Soviética.  Em uma conferência de grupos dissidentes em Riga, em 24 e 25 de setembro, Chornovil (junto com Oles Shevchenko e Khmara) representou o UHS. Chornovil escreveu a declaração final da conferência, que dizia: "Ouvindo o relatório sobre a situação na Letônia, Lituânia, Ucrânia, Moldávia, Estônia, que o movimento tártaro da Crimeia tem, na Geórgia [...] Apelamos aos participantes dos movimentos nacional-democráticos dos povos da URSS para se juntarem a nós, reunindo-nos sob o lema que sempre uniu os povos do mundo que sofreram violência interna ou externa: Pela nossa liberdade e pela sua!" 

#### Revolução

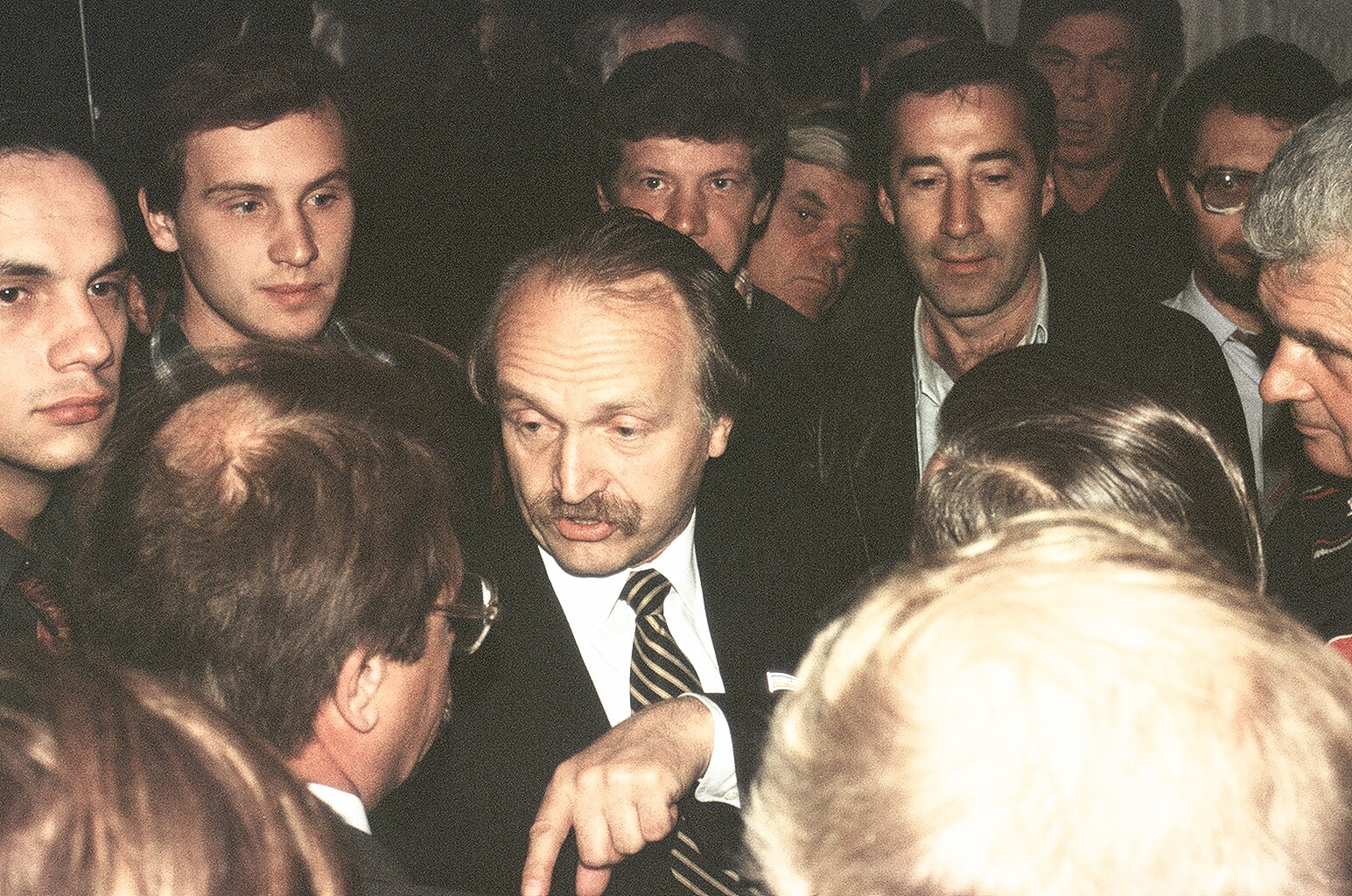
Chornovil em uma reunião com trabalhadores em greve na mina de Makiivka, c. década de 1990

As Revoluções de 1989 que varreram a Europa Central e Oriental ao longo de 1988 e 1989 interessaram muito Chornovil, particularmente em sua adesão à não violência. Seu sucesso mais tarde no último ano levaria Chornovil a abandonar seu apoio público ao marxismo-leninismo em favor do anticomunismo, que ele apoiava em particular desde meados da década de 1960, mas evitava declarar publicamente em um esforço para parecer moderado.  Outros intelectuais ucranianos também começaram a apoiar o anticomunismo, e a União dos Escritores da Ucrânia começou a desenvolver uma frente popular no final de 1988, justificando-a como encorajando a população a se tornar mais ativa no governo local e a se interessar mais pelas questões econômicas. A União dos Escritores publicou um rascunho de programa para seu grupo proposto na Ucrânia Literária em 16 de fevereiro de 1989, no qual pedia o estabelecimento do ucraniano como língua oficial da RSS da Ucrânia, um renascimento nacional e cultural e o autogoverno ucraniano, bem como o fortalecimento dos direitos linguísticos das minorias na Ucrânia.  Chornovil também apoiou a expansão do Memorial, um movimento de direitos humanos na União Soviética, para a Ucrânia, escrevendo uma carta positiva ao presidium do capítulo ucraniano do grupo após sua fundação em março de 1989. 
Em 18 de julho de 1989, os mineiros de carvão da cidade de Makiivka, na região de Donbass, no leste da Ucrânia, começaram a greve. As greves, parte de uma onda mais ampla de greves de mineiros em todo o sindicato, foram motivadas principalmente pelo declínio das condições sociais na região e na Ucrânia e na União Soviética como um todo. As promessas feitas pelo Décimo Segundo Plano Quinquenal não foram cumpridas,  e a grave escassez de produtos básicos, como sabão, enfureceu os mineiros.  Os líderes soviéticos, Gorbachev entre eles, procuraram implementar políticas stakhanovistas, e a segurança dos trabalhadores foi sacrificada como resultado.  Os mineiros em greve do Donbass primeiro exigiram maiores proteções sociais e salários. Desde o início, no entanto, vários mineiros também viram o movimento de independência da Ucrânia com simpatia como um caminho potencial para a autogovernança. 
Chornovil apoiou as greves desde os primeiros dias, emitindo uma declaração em 21 de julho de 1989, em parte dizendo:
| “ | Greves em massa de mineiros na Rússia e na Ucrânia estão rasgando o véu da demagogia partidária em relação à unidade do partido e do povo, que, segundo eles, está sendo atacada por vários "extremistas" locais. Uma nova fase da Perestroika está começando, pode-se dizer, sua fase operária, caracterizada por movimentos populares de massa, não apenas nacionais, mas também sociais. | ” |

Pelo contrário, Shcherbytsky reagiu duramente às greves. Ele mobilizou novamente o governo contra a ameaça percebida, menosprezando os mineiros na mídia estatal e impedindo as comunicações entre os comitês de greve em várias cidades.  Isso radicalizou os mineiros, que logo começaram a pedir a renúncia de Shcherbytsky e Valentyna Shevchenko, presidente do Soviete Supremo da Ucrânia. 
Enquanto as greves se desenrolavam, Chornovil continuou ativo em outros setores políticos. Publicou um programa pré-eleitoral para si mesmo em agosto de 1989, antes das eleições para o Soviete Supremo em março de 1990, no qual defendia "a criação de um Estado, a democracia e o autogoverno", a cooperação com ucranianos não étnicos e o federalismo. O conceito de Chornovil de uma Ucrânia federal baseava-se em doze "terras" (em ucraniano: землі), com fronteiras internas sendo aproximadamente definidas pelas províncias da República Popular da Ucrânia, além de uma terra separada para o Donbass. A Crimeia deveria existir como um estado independente ou uma república autônoma da Ucrânia, e a Rada Central deveria ser restabelecida como um corpo bicameral incluindo deputados eleitos em números iguais por representação proporcional e das terras.  De acordo com Vasyl Derevinskyi, um biógrafo de Chornovil, nessa época ele também foi um dos principais indivíduos a pressionar pela adoção de posições pró-independência dentro do UHS nessa época, propondo que a questão da independência fosse proposta no programa do partido. 

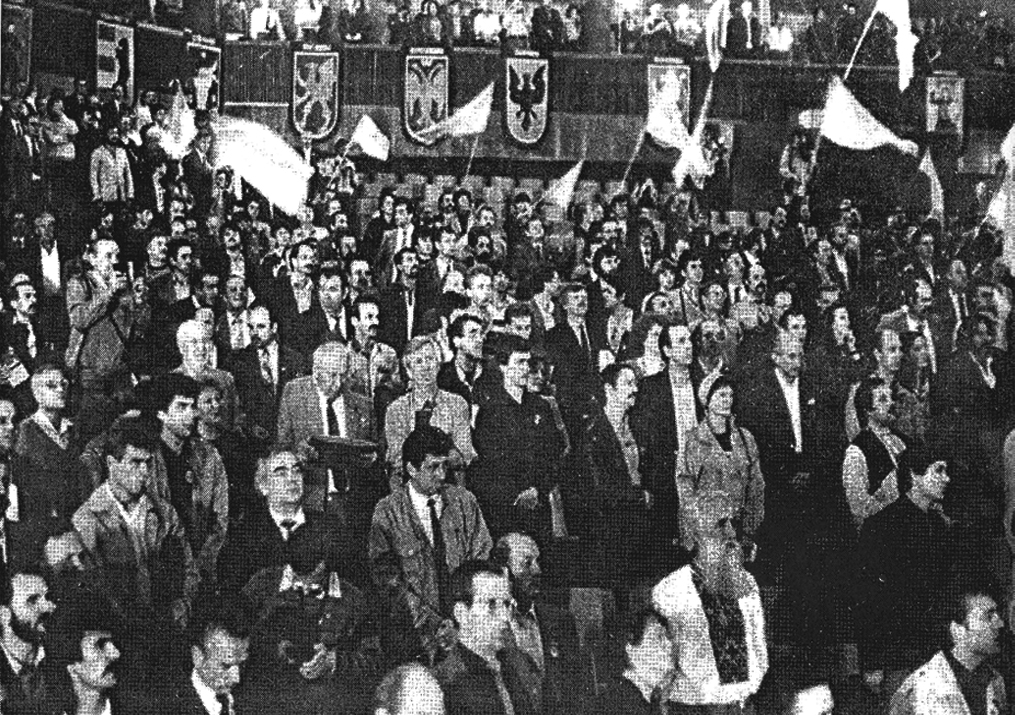
O uk ocorreu em setembro de 1989

Em 8 de setembro de 1989, o Movimento Popular da Ucrânia (em ucraniano: Народний рух України, abreviado como Rukh) foi estabelecido com base no programa da União dos Escritores.  Totalmente denominado como "Movimento Popular da Ucrânia pela Perestroika", seu primeiro líder foi o poeta Ivan Drach. Apesar disso, no entanto, Chornovil era o líder de fato do partido e organizou sua criação, de acordo com o historiador Roman Hrytskiv [uk]. A reunião de fundação do Rukh foi o maior encontro de anticomunistas ucranianos de todos os tempos,  compreendendo cerca de 1.100 delegados, 130 jornalistas, representantes do governo polonês e do sindicato Solidarność, membros da diáspora ucraniana na Letônia e Lituânia e alguns poucos membros selecionados do Partido Comunista (entre eles Leonid Kravchuk, futuro rival político de Chornovil).  Coincidentemente, Shcherbytsky foi forçado a renunciar no mesmo mês, uma combinação de pressão das greves dos mineiros  e de Gorbachev, cujas reformas estavam em desacordo com o status de Shcherbytsky como um dos poucos conservadores restantes a ocupar altos cargos. 
O final de 1989 e 1990 foram marcados pela consolidação de grupos anticomunistas como parte da campanha eleitoral, com a oposição disseminando informações por meio de panfletos e jornais amadores. Isso foi uma reação ao domínio do Partido Comunista na maioria dos canais de informação e se mostrou amplamente bem-sucedido, formando a base para a mídia independente posterior da Ucrânia.  Outra parte notável da campanha anticomunista em 1990 foi uma corrente humana de Lviv a Kiev comemorando o aniversário da Lei de Unificação, assinada em 22 de janeiro de 1919. Cerca de três milhões de pessoas participaram da corrente no que foi naquele momento o maior protesto realizado pelo Rukh.  Chornovil desempenhou um papel significativo na realização do evento, tendo pressionado para que o aniversário da Lei de Unificação fosse reconhecido como um feriado.  Chornovil, junto com outros dissidentes e o Sindicato dos Escritores, também buscou uma estratégia de fortalecer a posição do Rukh na Ucrânia rural. 

## Chornovil no governo
A eleição do Soviete Supremo, a primeira votação multipartidária na história da Ucrânia Soviética, foi realizada em 4 de março de 1990. Foi marcada por alta participação, com 85% dos eleitores registrados participando. Na maior parte da Ucrânia, o resultado foi benéfico para os comunistas, com 90% dos deputados eleitos anteriormente sendo reeleitos e 373 dos 450 deputados pertencentes ao Partido Comunista. Em todos os três oblasts galegos,  no entanto, o Bloco Democrático, uma coalizão liderada pelo Rukh,  ganhou a maioria das cadeiras. Ivan Plyushch, que foi eleito vice-presidente do Soviete Supremo, escreveu em 2010 que a maioria comunista não conseguiu comandar a mesma influência em nível parlamentar que o Bloco Democrático.  Chornovil foi eleito deputado do Bloco Democrático pelo distrito de Shevchenkivskyi da cidade de Lviv por maioria absoluta, ganhando 68,60% de todos os votos contra sete outros candidatos.  Dentro do Soviete Supremo, Chornovil estava entre os líderes da ala radical do Bloco Democrático. 
Chornovil também foi eleito presidente do Conselho do Oblast de Lviv em abril de 1990, tornando-se o primeiro chefe de governo não comunista do Oblast de Lviv.  Ele rapidamente se adaptou da vida como dissidente à política, movendo-se para a direita e se tornando um dos primeiros políticos ucranianos a endossar explicitamente uma revolução anticomunista.  No setor econômico, ele lançou reformas agrárias abolindo fazendas coletivas e redistribuindo as terras aos camponeses, privatizou o mercado imobiliário e a indústria leve.  Socialmente, ele apoiou ativamente o renascimento cultural e nacional da Ucrânia; símbolos ucranianos, em vez de soviéticos, foram usados por seu governo, soldados do Exército Insurgente Ucraniano foram reconhecidos como veteranos, a proibição da Igreja Católica Grega Ucraniana imposta pelo Sínodo de Lviv foi revogada e feriados religiosos foram reconhecidos como feriados públicos.  As estátuas de Vladimir Lenin foram demolidas pela primeira vez sob o governo de Chornovil,  com a estátua em Chervonohrad (agora Sheptytskyi) sendo derrubada em 1 de julho de 1990. Isso lançou uma onda de demolições de monumentos de Lenin na Galiza ao longo de 1990 e 1991. 
As políticas de Chornovil estavam em desacordo direto com as leis da RSS da Ucrânia e da União Soviética na época, e seu governo foi castigado na mídia pró-governo ucraniana e de toda a União. Apesar disso, os outros oblasts galegos, que estavam sob o controle de Rukh, logo seguiram o exemplo de Chornovil na busca de reformas.  O governo soviético impôs um bloqueio à Galícia em resposta, levando à formação da Assembleia Galega pelos oblasts em um esforço para fortalecer os laços econômicos entre si. Chornovil foi nomeado chefe da Assembleia Galega após sua formação. 
Como deputado do Soviete Supremo, Chornovil dedicou-se a aumentar a soberania da Ucrânia dentro da União Soviética com o objetivo final de independência, bem como a reforma agrária, a conservação ambiental, os direitos das minorias e religiosos, o federalismo e a consagração do ucraniano como única língua de governo.  Foi nomeado candidato do Bloco Democrático para Presidente do Soviete Supremo, embora tenha recusado a nomeação e apoiado o líder da coligação, Ihor Yukhnovskyi. No final das contas, nenhum dos dois foi eleito, pois os comunistas pressionaram Vladimir Ivashko.  Durante a votação, Chornovil apelou abertamente à independência da Ucrânia da União Soviética, argumentando que era a única maneira possível de acabar com o que ele chamou de "catástrofe económica, ambiental e espiritual" que a Ucrânia enfrentava na época. 
Chornovil continuou a defender o federalismo, afirmando numa conferência de imprensa em maio de 1990 que o "centralismo de Kiev" levaria ao surgimento do nacionalismo russo no Donbass e de uma identidade russina no Oblast da Transcarpátia.  O historiador Stepan Kobuta argumentou que a rejeição das leis soviéticas pela Galiza foi uma expressão das convicções federalistas de Chornovil.  No mesmo mês, quando eclodiram conflitos entre católicos gregos rurais e cristãos ortodoxos, o governo do Oblast de Lviv experimentou a realização de referendos em aldeias para determinar qual igreja receberia o controlo das igrejas. Como parte do sistema, que foi concebido por Chornovil, após uma decisão ser tomada, a seita maioritária assumiria a responsabilidade de construir uma igreja pertencente à fé da minoria. Este sistema impediu com sucesso o surgimento de um conflito sectário na região. 
Em 12 de junho de 1990, a Rússia declarou soberania dentro da União Soviética. Isso impulsionou os esforços do Bloco Democrático para pressionar pela votação da Declaração de Soberania Estatal da Ucrânia, que havia sido bloqueada pelos deputados comunistas. Durante um debate em 5 de julho sobre a declaração, Chornovil e seu colega de coalizão Mykhailo Batih acusaram os comunistas de serem instruídos pelo Partido sobre como votar. Chornovil posteriormente revelou que vários deputados receberam instruções para alterar o projeto de lei sobre soberania a fim de despojá-lo de medidas como o estabelecimento de um sistema militar ou legal independente. Essa revelação levou o presidente interino do Soviete Supremo, Ivan Plyushch, a iniciar uma investigação, que se intensificou após a descoberta de que vários deputados haviam citado as instruções palavra por palavra. 
Chornovil e um deputado comunista desconhecido tentaram então iniciar uma votação sobre a declaração. Plyushch recusou, observando que os membros do Congresso dos Deputados do Povo da União Soviética ainda não haviam retornado e que o quórum era, portanto, impossível. Em resposta, Chornovil moveu-se para exigir o retorno imediato dos Deputados do Povo Soviético, o que foi então endossado pelos comunistas pró-soberania e aprovado por uma ampla margem. Quatro dias depois, os deputados retornaram e o debate sobre a Declaração de Soberania do Estado foi retomado. O grupo antideclaração era liderado por Stanislav Hurenko e Leonid Kravchuk, que alegaram que a questão da soberania seria resolvida em Moscou e não em Kiev. 

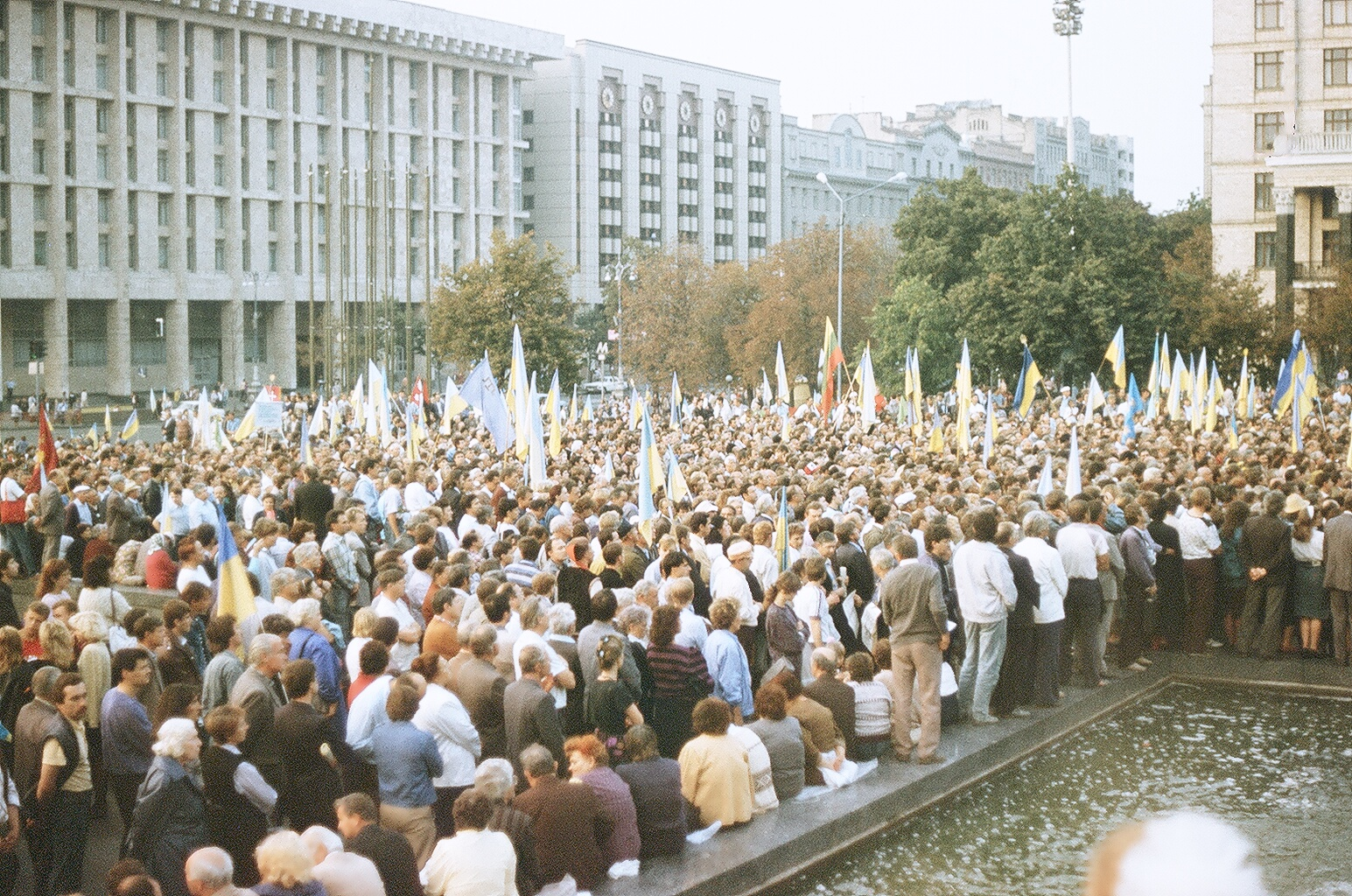
Manifestação em apoio à Declaração de Soberania da Ucrânia no centro de Kiev, julho de 1990

Ivashko renunciou formalmente aos seus cargos no governo ucraniano em 11 de julho para se tornar secretário-geral adjunto do Partido Comunista da União Soviética. Essa mudança foi um choque para o público ucraniano, já que o PCUS era visto como estando em colapso, e a renúncia de Ivashko dos cargos ucranianos para servir ao partido demonstrou apatia em relação à população ucraniana. Após a renúncia de Ivashko, os comunistas ficaram desmoralizados, permitindo que Chornovil levasse a declaração adiante. Ela foi finalmente aprovada em 16 de julho de 1990, dando precedência às leis ucranianas sobre as leis do governo soviético.  Esta foi uma grande vitória para Chornovil, que buscava em particular uma declaração de soberania do estado desde julho de 1989. 
O sentimento público ucraniano continuou a se voltar contra o governo durante o restante de 1990. Uma série de protestos estudantis, conhecidos como Revolução no Granito, começou em outubro depois que grupos de estudantes alegaram que o governo havia manipulado os resultados para impedir que o Bloco Democrático alcançasse a maioria. Os estudantes iniciaram uma greve de fome na Praça da Revolução de Outubro em Kiev (hoje Maidan Nezalezhnosti) e foram posteriormente ridicularizados pelos deputados comunistas. Essa atitude insensível levou quase todos os moderados e comunistas nacionais a abandonar o Partido Comunista, seguindo o exemplo do escritor Oles Honchar. Esses indivíduos desertaram para os Nacional-Democratas, enfraquecendo ainda mais os comunistas restantes. 
Os eventos de janeiro, nos quais o governo soviético enviou os militares em 16 de janeiro de 1991, numa tentativa de impedir a Lituânia de se tornar independente, levaram Chornovil a reorientar temporariamente as suas políticas para o estabelecimento de um exército ucraniano separado do Exército Soviético. Para conseguir isso, ele co-fundou o Colégio Militar do Rukh ao lado de Ihor Derkach, Mykola Porovskyi, Vitalii Lazorkin e Vilen Martyrosian, que foi encarregado de criar as Forças Armadas da Ucrânia e impedir o uso de tropas ucranianas em repressões do governo soviético.  Chornovil continuou a defender a integração dos oblasts galegos, particularmente na expansão do acesso à educação e ao comércio inter-oblast, na segunda reunião da Assembleia Galega em 16 de fevereiro de 1991.  Chornovil também supervisionou um Referendo sobre a independência da Ucrânia em março de 1991 [uk], em que a maioria dos oblasts galegos votou pela separação da Ucrânia da União Soviética. 

### Declaração de independência e eleição presidencial

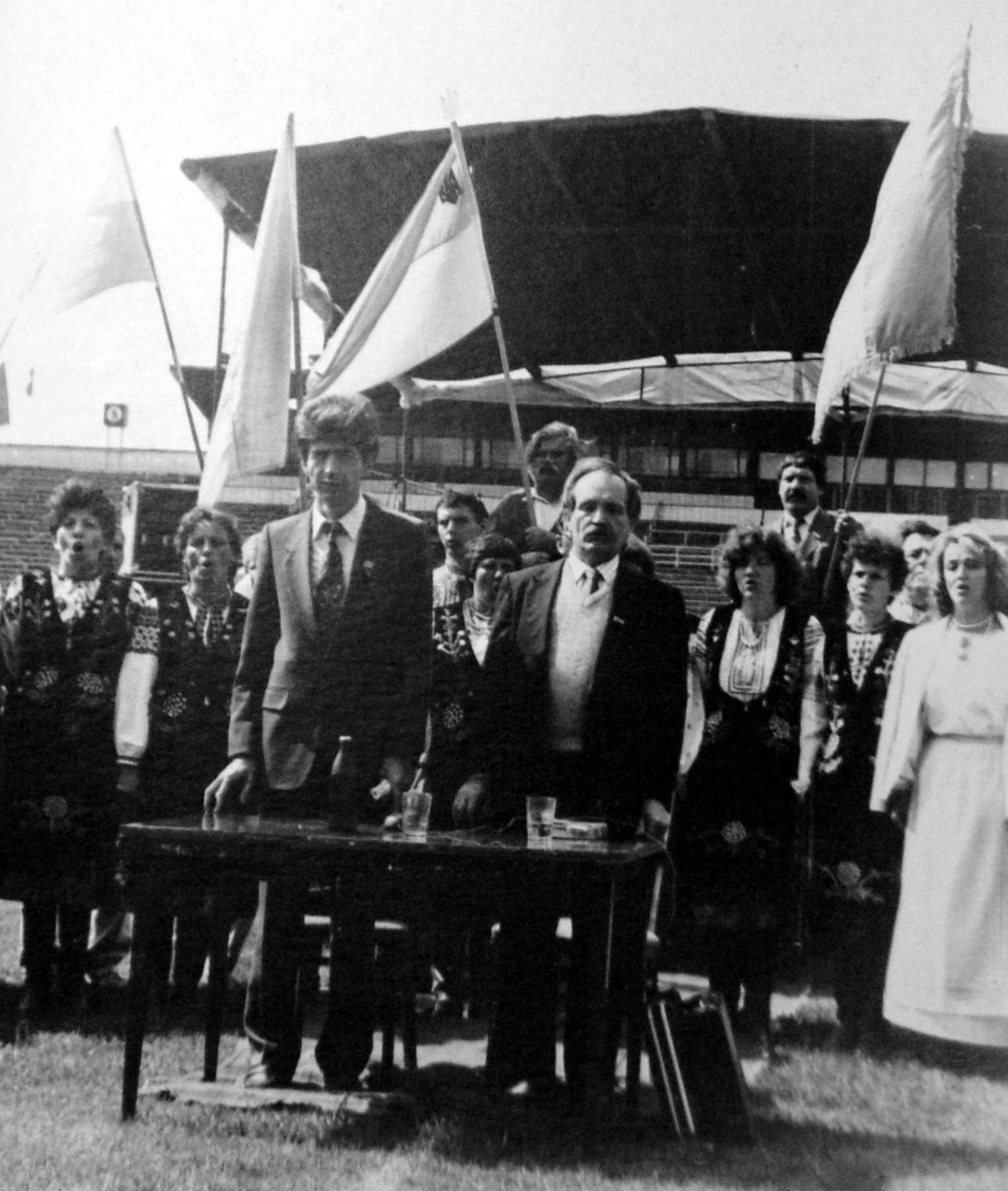
Chornovil em Kryvyi Rih, 1990

O Soviete Supremo aprovou uma lei em 5 de Julho de 1991 que estabelecia o cargo de Presidente, sendo o seu titular determinado por eleição. 
Os linha-duras que se opunham à liderança de Gorbachev na União Soviética lançaram um golpe de estado em 19 de agosto de 1991. Na época do golpe, Chornovil estava na cidade de Zaporíjia em viagem de negócios. Ao saber que um golpe havia ocorrido, ele imediatamente retornou a Kiev e começou a convocar uma sessão de emergência do Soviete Supremo da RSS da Ucrânia; ele também proibiu as atividades do Partido Comunista na região de Lviv. No Soviete Supremo, os deputados do Bloco Democrático começaram a defender a independência da Ucrânia, argumentando que a Ucrânia era parte da Europa e não da União Soviética.  Após o fracasso do golpe, o Soviete Supremo adotou a Declaração de Independência da Ucrânia em 24 de agosto de 1991. 
A campanha para a eleição presidencial começou oficialmente em 1 de setembro de 1991.  O campo nacional-democrata era fragmentado, com três candidatos principais (Chornovil, Yukhnovskyi e Levko Lukianenko), enquanto Kravchuk já era uma figura bem estabelecida como o atual chefe de estado, embora de fato .  A corrida logo se estreitou para uma campanha eficaz de dois homens com Chornovil contra Kravchuk, já que eles eram os únicos candidatos com a organização necessária para competir em escala nacional; apesar da liderança de Yukhnovskyi no Bloco Democrático, ele era impopular fora dos centros urbanos intelectuais e da Ucrânia ocidental, enquanto Lukianenko, apesar de ser uma figura popular pró-independência, não tinha uma campanha organizada e era desconhecido na maior parte da Ucrânia. 
Chornovil viajou por toda a Ucrânia para espalhar a mensagem da independência ucraniana, incluindo regiões firmemente pró-Rússia, como a Crimeia. Apelando tanto para o público russófono quanto para o público de língua ucraniana, falando em ambas as línguas, Chornovil defendeu um programa no qual ele faria a transição de uma economia planejada para o capitalismo de livre mercado dentro de um ano por meio de uma série de decretos e adquirindo a atenção de investidores ocidentais,  bem como a adesão à Comunidade Econômica Europeia e a uma hipotética organização de segurança coletiva pan-europeia.  Chornovil condenou Kravchuk como "um político astuto" que estava "tentando trazer [a Ucrânia] de volta à união", alertando que ele restabeleceria os laços políticos e econômicos com a Rússia. 

Resultados da eleição presidencial ucraniana de 1991. Os oblasts vencidos por Chornovil são mostrados em azul

Chornovil foi inicialmente impopular devido a décadas de propaganda soviética contra suas crenças, que Kravchuk havia dirigido anteriormente.  A incapacidade dos Nacional-Democratas de nomear um único candidato também contribuiu para a crença de que os dissidentes eram inadequados para governar na consciência pública.  Apesar disso, a campanha de Chornovil gradualmente começou a diminuir a diferença fora da Galícia nas pesquisas de opinião; uma pesquisa de novembro de 1991 mostrou Chornovil com 22% dos votos em Odesa, em comparação com 28% para Kravchuk, com o número de eleitores indecisos crescendo de um quarto para um terço do eleitorado local.  O noroeste da Ucrânia (oblasts de Khmelnytskyi, Rivne e Volyn) serviu como um campo de batalha significativo a partir de outubro, já que as pesquisas inicialmente previram um empate prático antes de dar a Chornovil uma ligeira vantagem. 
Os ucranianos votaram tanto na eleição presidencial quanto no referendo que confirmou a independência da Ucrânia em 1º de dezembro de 1991. 84,18% da população participou do referendo, com 90,32% votando a favor.  Kravchuk venceu a eleição presidencial, com 61,59% dos votos. Chornovil ficou em um distante segundo lugar com 23,27% dos votos, evitando um segundo turno. Em contraste com as previsões anteriores de uma vitória de Chornovil nos oblasts do noroeste, ele acabou vencendo apenas na Galícia, embora tenha tido um bom desempenho nos oblasts de Chernivtsi, Cherkasy, Kiev, Rivne, Volyn e Zakarpattia, bem como na cidade de Kiev. Chornovil aceitou a derrota no dia da eleição, dizendo: "A campanha pré-eleitoral me deu a oportunidade de viajar por toda a Ucrânia, conhecer as pessoas e politizar o Leste."  Mais tarde, afirmou que mais seis meses de campanha, em vez da campanha truncada que ocorreu em 1991, teriam permitido uma vitória. 

### Ucrânia independente
Após a eleição presidencial, fissuras se desenvolveram dentro do Rukh sobre o futuro do grupo. Uma facção, liderada por Drach e Mykhailo Horyn, procurou dissolver a organização e apoiar os esforços de construção nacional de Kravchuk, enquanto Chornovil e seus apoiadores procuraram reformular a organização em um partido para apoiar as futuras ambições presidenciais de Chornovil.  As tensões dentro do Rukh também foram agravadas pela eleição presidencial, na qual vários membros deram seu apoio a Yukhnovskyi ou Lukianenko, rejeitando uma resolução do Rukh prometendo apoio a Chornovil como puramente recomendatória. 
No Terceiro Congresso do Movimento Popular da Ucrânia [uk] em 28 de fevereiro de 1992, uma divisão na organização foi brevemente evitada. Drach, Horyn e Chornovil foram eleitos copresidentes do Rukh como um compromisso entre as duas facções.  No entanto, o Partido Republicano Ucraniano e o Partido Democrático da Ucrânia, que se formaram a partir do Rukh, decidiram cooperar com Kravchuk.  Essa unidade foi encerrada no Quarto Congresso do Movimento Popular da Ucrânia [uk] em Dezembro de 1992, quando os apoiantes de Chornovil reorganizaram o Rukh num partido político de centro-direita sob a sua liderança. 

Localização da Crimeia no Mar Negro

Enquanto isso, uma crise estava se formando sobre o futuro da Crimeia. A população etnicamente russa da Crimeia agora buscava se separar da Ucrânia e se unificar com a Rússia. Em 5 de maio de 1992, as tensões chegaram ao auge quando o governo local da Crimeia votou pela declaração de sua independência da Ucrânia. A bandeira da Ucrânia foi substituída pela bandeira da Rússia, e uma onda de repressões contra a população indígena tártara da Crimeia começou.  Chornovil, que mantinha interesse nos tártaros da Crimeia desde sua prisão,  pediu que a Verkhovna Rada (o parlamento recém-independente da Ucrânia, substituindo o Soviete Supremo) cancelasse a declaração de independência da Crimeia e exigisse novas eleições para a Verkhovna Rada da Crimeia. Em particular, Chornovil expressou o desejo de enviar os militares ucranianos para a Crimeia, mas não declarou isso publicamente, pois sentia que tal demanda não seria atendida por Kravchuk ou pelo resto do governo. 
À medida que a crise na Crimeia continuava, a economia ucraniana entrou em colapso, resultado da incapacidade do governo de se adaptar às realidades econômicas em mudança dentro da antiga União Soviética e sua economia dominada por importações. A hiperinflação começou e a produtividade aumentou. Em um ponto, o governo ucraniano considerou vender seu arsenal nuclear para aliviar as pressões econômicas. Essas crises políticas e econômicas levaram ao medo entre muitos deputados de que a Ucrânia logo perderia sua independência;  Chornovil, pelo contrário, acreditava que, ao garantir a soberania da Ucrânia, isso levaria a uma melhoria nas condições políticas e econômicas, e ele continuou a se opor a Kravchuk, com quem ele continuou a manter uma rivalidade acirrada. 
Sindicatos independentes, indignados com a recusa do governo de Kravchuk em garantir benefícios e indenizações aos trabalhadores, lançaram greves de amplo alcance em 2 de setembro de 1992. Assim como nas greves de 1989-1991, os grevistas eram em grande parte mineiros de carvão, mas, ao contrário das greves anteriores, não conseguiram obter amplo apoio, fato que o professor Stephen Crowley, do Lafayette College, atribui ao fato de terem sido convocados por um sindicato nacional em vez de comitês de greve locais, sediados em Donbass. Os mineiros de carvão foram acompanhados pelos trabalhadores do transporte público de Kiev em fevereiro de 1993, uma medida que tornou a greve profundamente impopular entre o público. Em vez de endossar as greves, como fizeram anteriormente, o Rukh as condenou (assim como quase todos os outros partidos) e apelou ao governo para "punir os verdadeiros organizadores da greve". Chornovil, em particular, defendeu a redução da atividade política, especialmente greves, a fim de garantir a estabilidade. 
A Rússia entrou na crise da Crimeia no final de 1993. Valentin Agafonov [ru], vice-presidente do Soviete Supremo da Rússia, prometeu reconhecer a Crimeia se sua independência fosse confirmada por referendo. Em junho, a cidade de Sebastopol também solicitou sua adesão à Federação Russa. O ativista pró-Rússia Yuriy Meshkov tornou-se o líder improvisado do movimento pela anexação da Crimeia à Rússia, formando um exército composto por soldados da Frota Soviética do Mar Negro e tomando o controle dos prédios da polícia e da mídia com apoiadores.  A crescente ameaça percebida de Moscou sobre a Crimeia levou a população ucraniana a favorecer a manutenção das armas nucleares que haviam ficado sob seu controle após a dissolução da União Soviética. Chornovil estava entre os políticos que apoiavam um arsenal nuclear independente, ou alternativamente a adesão à aliança militar da OTAN, que ele sentia ser o único impedimento possível ao expansionismo russo no caso de serem obrigados a renunciar às suas armas.  Apesar disso, Chornovil insistiu que a guerra não ocorreria pela Crimeia no curto prazo; Ele acreditava que dentro de seis meses a um ano o separatismo da Crimeia perderia popularidade e que as ações russas se limitariam ao financiamento de separatistas da Crimeia e a uma campanha de guerra de informação contra a Ucrânia. Ambas as previsões acabariam por se revelar precisas. 
O governo de Kravchuk dissolveu a Verkhovna Rada e convocou eleições parlamentares e presidenciais antecipadas em 17 de junho de 1993, numa tentativa de conter a ira dos mineiros.   Chornovil inicialmente optou por disputar uma cadeira em Kiev nas eleições parlamentares, pois acreditava que isso o estabeleceria como uma figura nacional e lhe daria a oportunidade de viajar por toda a Ucrânia para disseminar sua visão ideológica. Seu aliado próximo e amigo Mykhailo Boichyshyn [uk] foi nomeado pelo Rukh como candidato para o distrito de Shevchenkivskyi de Lviv. Na época, Boichyshyn era presidente do Secretariado do Rukh. 
Em 14 de janeiro de 1994, Boichyshyn foi sequestrado por indivíduos armados logo após deixar a sede da campanha do Rukh em Kiev.  Ele não foi visto desde então e acredita-se que esteja morto. O desaparecimento forçado de Boichyshyn foi um momento decisivo na Ucrânia, sendo o primeiro de uma série de mortes misteriosas de políticos e jornalistas anticomunistas na Ucrânia.  Na época do sequestro de Boichyshyn, Chornovil estava em campanha no sul do Oblast de Mykolaiv, e os dois conversaram por telefone pouco antes de Boichyshyn "desaparecer". O desaparecimento de Boichyshyn teve um efeito significativo sobre Chornovil. Mais tarde, ele optou por disputar o 357º distrito eleitoral (localizado no Oblast de Ternopil) em vez de uma cadeira em Kiev, e foi eleito com sucesso  com 62,5% dos votos contra 14 oponentes. 
Os resultados da eleição parlamentar foram um mau presságio para as chances de Kravchuk na eleição presidencial: 75% da população compareceu para votar, superando em muito as expectativas de baixa participação e apatia. Uma divisão se desenvolveu entre o leste da Ucrânia, que elegeu candidatos do recém-restabelecido Partido Comunista da Ucrânia, e o centro e oeste da Ucrânia, onde Rukh teve um desempenho particularmente bom. O New York Times observou após a eleição que Chornovil era considerado um concorrente esperado de Kravchuk, ao lado do ex-primeiro-ministro Leonid Kuchma e Ivan Plyushch, que venceram por margens significativas após serem estabelecidos como potenciais oponentes de Kravchuk. Após a eleição, Kravchuk argumentou em um discurso de 25 de março de 1994 que a eleição presidencial, marcada para junho de 1994, precisaria ser cancelada e solicitou à Verkhovna Rada que lhe concedesse poderes de emergência para empreender reformas econômicas e combater o crime organizado. 
Cento e vinte deputados, em grande parte pertencentes à oposição nacional-democrática, apoiaram Kravchuk em seus esforços para cancelar as eleições e obter maiores poderes. O Rukh endossou relutantemente o apelo de Kravchuk para adiar as eleições, sob a justificativa de que não fazê-lo sem uma reforma das leis eleitorais levaria a uma crise política. Chornovil se recusou a apoiar uma expansão de seus poderes e argumentou que a usaria para fortalecer ex-oficiais comunistas e concordar em entregar as armas nucleares e a Frota do Mar Negro (cuja propriedade era contestada) à Rússia. Chornovil argumentou que expandir os poderes presidenciais levaria ao surgimento de "uma ditadura silenciosa da oligarquia". Em última análise, nenhuma das propostas foi aprovada, pois os comunistas assumiram o controle da liderança da Verkhovna Rada após a eleição e bloquearam quaisquer esforços para adiá-la ou cancelá-la. 
Apesar do seu sucesso eleitoral nas eleições parlamentares, Chornovil decidiu não concorrer às eleições presidenciais de 1994 e, em vez disso, apoiou o economista Volodymyr Lanovyi,  que tinha sido removido do governo por Kravchuk após propor reformas para pôr fim à crise económica.  O jornalista Taras Zdorovylo afirmou que é possível que esta decisão tenha sido tomada por medo pela sua vida e pelo futuro do Rukh; de acordo com Zdorovylo, Chornovil usou as suas ligações do seu tempo na prisão para se encontrar secretamente com figuras importantes da máfia ucraniana, que negaram responsabilidade e alegaram que o governo tinha ordenado o rapto de Boichyshyn. Zdorovylo também observa que o governo de Kravchuk lançou uma investigação politicamente motivada sobre as finanças do Rukh durante as eleições e colocou Chornovil e o membro de alto escalão do partido Oleksandr Lavrynovych sob uma escolta de segurança, que monitorizava as suas conversas. 

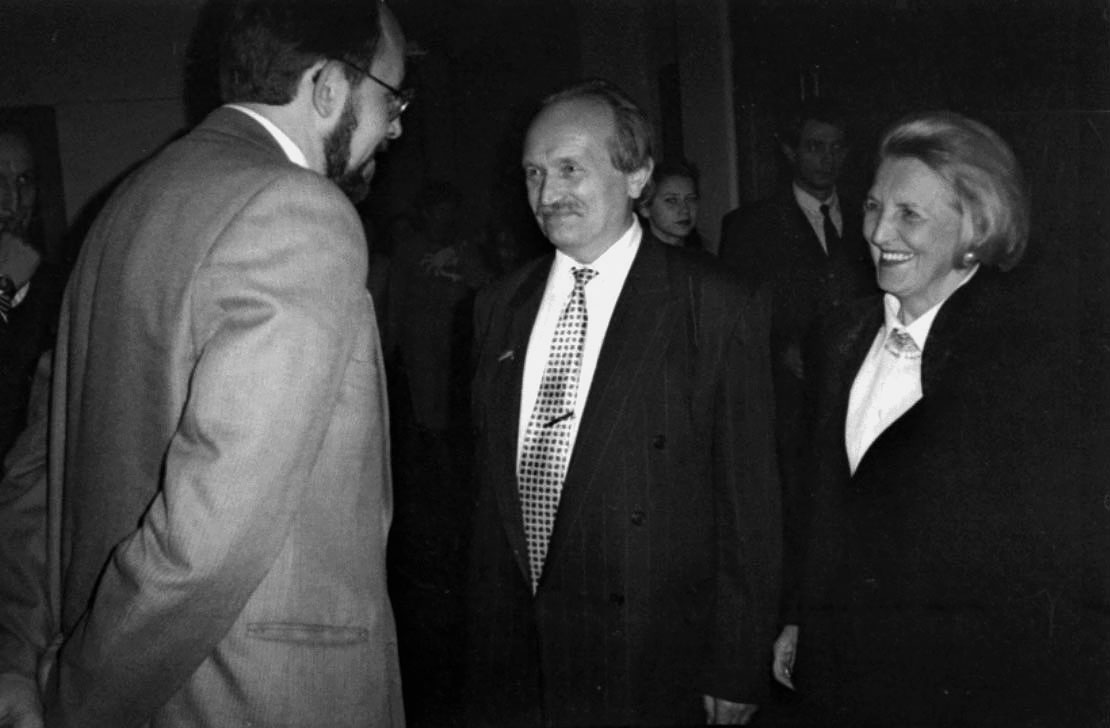
Chornovil e sua esposa Atena Pashko durante uma visita à Casa do Cinema de Kiev, outubro de 1995

Kuchma derrotou Kravchuk na eleição, tornando-se o segundo presidente da Ucrânia. A subsequente repressão de Kuchma à mídia independente fez com que Chornovil se tornasse um dos principais críticos de seu governo.  Embora o poder tenha passado de um indivíduo para outro como resultado da vitória de Kuchma, a situação política não mudou significativamente; o país permaneceu controlado pela nomenklatura pós-comunista, à qual Chornovil se referiria como um "partido do poder" em 1996, e uma classe emergente de oligarcas industriais associados a eles.
O processo de elaboração e ratificação de uma constituição para a Ucrânia independente teve início em 1995. Chornovil, como muitos dos demais políticos de direita e centristas da Ucrânia, viu-se alinhado a Kuchma enquanto a esquerda parlamentar pressionava por artigos constitucionais que proibiam a compra e venda de terras e a preservação de órgãos de governo local da era soviética. Chornovil indicou, em 25 de março de 1995, que apoiava a constituição proposta por Kuchma, embora tenha expressado que Rukh tinha "onze objeções sérias" à sua adoção. 
A constituição proposta por Kuchma foi caracterizada por Oleksandr Moroz (líder do Partido Socialista e então presidente da Verkhovna Rada) como criadora de um Estado excessivamente centralizado, com fortes poderes para o executivo e sem um judiciário independente. Ele rejeitou a constituição de Kuchma e, em junho daquele ano, elaborou um segundo projeto constitucional, juntamente com Kuchma e outros 38 indivíduos, como parte de uma "Comissão Constitucional". Este projeto foi, por sua vez, rejeitado pela direita e pelo centro por atribuir poder excessivo ao presidente e autoridade insuficiente ao judiciário. Chornovil escreveu em seu Chas-Time [uk] jornal em 24 de novembro que o projeto era "antiparlamentar" e acusou os redatores de tentar obstruir a Verkhovna Rada.  Uma constituição foi finalmente adotada em 28 de junho de 1996, embora várias disposições apoiadas pelo Rukh, como os direitos de propriedade privada, a afirmação da Ucrânia como um estado unitário e o direito do povo ucraniano à autodeterminação, não tenham sido adotadas. 
Além da constituição, Chornovil começou a trabalhar como presidente da Fundação Internacional de Direitos Humanos Vasyl Symonenko em 1994 e se tornou editor-chefe do Chas-Time em janeiro de 1995. Ele também foi nomeado um dos primeiros delegados ucranianos à Assembleia Parlamentar do Conselho da Europa no mesmo ano,  e junto com a Cruz Vermelha Ucraniana organizou a doação de 50 toneladas de ajuda humanitária a civis chechenos durante a Primeira Guerra da Chechênia.  O jornal Gazeta.ua escreveu em 2017 que Chornovil foi um dos apoiadores da Igreja Ortodoxa Ucraniana - Patriarcado de Kiev durante o funeral do Patriarca Volodymyr, com quem ele havia sido preso, enquanto manifestantes tentavam enterrá-lo na Catedral de Santa Sofia,  embora o portal de notícias online galinfo indique que ele procurou prevenir a violência e continuar o enterro.  Chornovil elogiou Kuchma em diversas ocasiões durante os primeiros anos de sua presidência por sua nomeação de democratas nacionais para cargos governamentais.  Chornovil também visitou Odesa de 14 a 16 de setembro de 1994, onde organizou uma conferência na Universidade Politécnica Nacional de Odesa sobre o futuro do Rukh. O discurso de Chornovil na Universidade Politécnica de Odesa defendeu o fortalecimento das normas democráticas e a criação de uma classe média por meio de reformas econômicas. Ao mesmo tempo, ele continuou sua crítica à oligarquia emergente. 
Em 1997, Chornovil intensificou sua rivalidade com Moroz, condenando seus discursos como "populismo primitivo" e culpando-o pela escalada da polarização política na Ucrânia.  Chornovil também defendeu cada vez mais a integração ucraniana com outros estados da Europa Central e Oriental, pedindo o estabelecimento de uma "União Báltico-Mar Negro", ou Mizhmoria (em ucraniano: Міжмор'я; romaniz.: Intermarium), a desmilitarização do Mar Negro (levando assim à abolição da Frota do Mar Negro, que havia sido transferida para a Rússia em 1997) e a adesão da Ucrânia à OTAN. Junto com o dissidente bielorrusso Zianon Pazniak, Chornovil promoveu ativamente a ideia da União Báltico-Mar Negro até sua morte. Parceiros ocidentais como a Secretária de Estado dos EUA Madeleine Albright, a ex-primeira-ministra britânica Margaret Thatcher e o presidente tcheco Václav Havel se encontraram com Chornovil em várias ocasiões, e ele foi cada vez mais considerado pelos líderes ocidentais como um interlocutor mais confiável do que a liderança amplamente ex-comunista da Ucrânia. 
Juntamente com um punhado de outros políticos, Chornovil compareceu à posse de Aslan Maskhadov como Presidente da República Chechena da Ichkeria em 1997.  O Rukh declarou-se formalmente em oposição ao governo de Kuchma em outubro do mesmo ano. 

#### Eleição de 1998

Mapa dos resultados das eleições parlamentares ucranianas de 1998 (votos de representação proporcional); Rukh (mostrado em azul-petróleo) dominou a votação no oeste da Ucrânia

Chornovil liderou novamente o Rukh nas eleições parlamentares ucranianas de 1998, desta vez concorrendo como o primeiro candidato na lista de representação proporcional do partido.  Durante a eleição, o Rukh reverteu o curso sobre o federalismo, com Chornovil argumentando que os apelos para que a Ucrânia se tornasse uma república federal eram "federalismo de clã".  Chornovil foi acompanhado por Volodymyr Cherniak, o Ministro das Relações Exteriores Hennadiy Udovenko, Drach e o Ministro do Meio Ambiente Yuriy Kostenko como os principais candidatos da lista do partido, juntamente com o ativista tártaro da Crimeia Mustafa Dzhemilev. O Rukh não formou uma coalizão com nenhum outro partido para disputar a eleição, embora seus candidatos incluíssem membros de organizações não governamentais como a Prosvita e a União das Mulheres Ucranianas. O partido geralmente fazia campanha contra a esquerda.  Chornovil apelou a todos os partidos nacional-democratas para formarem uma coligação contra o Congresso dos Nacionalistas Ucranianos de esquerda e de direita, defendendo ainda uma grande coligação com o Partido Democrático Popular pró-Kuchma e o Partido Social-Democrata da Ucrânia (Unido).  Nenhum partido concordou com os pedidos de Chornovil para uma coligação.
Embora fossem o segundo maior partido na Verkhovna Rada, o resultado foi positivo para o Rukh, que dobrou suas cadeiras em comparação a 1994.  Para a direita em geral, no entanto, a eleição foi uma decepção, já que apenas o Rukh passou do limite de 4% para representação em lista partidária e a direita em geral teve um desempenho inferior ao seu resultado tradicional de 20–25% das cadeiras.  O Rukh anunciou sua intenção de contestar os resultados da eleição como ilegítimos após a eleição. O Partido Comunista da Ucrânia tornou-se novamente o maior partido na Verkhovna Rada, com partidos de esquerda formando a maioria. Embora ele tenha notado que os resultados não foram tão ruins para a direita quanto na eleição anterior,  Chornovil ficou exausto pela campanha e obteve uma imagem pública de estar constantemente fatigado.  Na época, ele não dormia mais do que cinco horas por dia devido ao seu equilíbrio de compromissos entre o Chas-Time e a política. No Oblast de Lviv, sua base de apoio tradicional e uma resistência contra a privatização que ocorreu em toda a Ucrânia, o governo do Rukh foi substituído pelo do Partido Agrário, sob o qual escândalos políticos envolvendo propinas, lavagem de dinheiro e violência resultante de disputas comerciais se tornaram frequentes. 

#### Nono congresso, eleição presidencial de 1999, divisão do Rukh
No Nono Congresso do Movimento Popular da Ucrânia [uk] do Rukh, realizada de 12 a 13 de dezembro de 1998, Chornovil anunciou a estratégia do partido para a eleição presidencial de 1999. Intitulada "Avante, para o leste", ela pediu maior foco nas populações do leste e sul da Ucrânia, mantendo sua oposição ao estabelecimento do russo como língua cooficial com o ucraniano. 
No mesmo congresso, Chornovil anunciou sua intenção de concorrer à presidência pela segunda vez na eleição de 1999.  Chornovil e Udovenko foram os dois principais candidatos de Rukh a serem nomeados para a presidência; a decisão final deveria ser tomada posteriormente.  De acordo com Viktor Pynzenyk, líder do Partido das Reformas e da Ordem de centro-direita, ele e Chornovil também tentaram persuadir Viktor Yushchenko, governador do Banco Nacional da Ucrânia, a concorrer à presidência em 1999. 
Nessa época, uma divisão entre os membros do Rukh que consideravam Chornovil uma figura ultrapassada e aqueles que o apoiavam estava se tornando cada vez mais aparente. Os oponentes de Chornovil dentro do partido o consideravam excessivamente autoritário, desrespeitoso com as regras do partido  e muito próximo de Kuchma;  Os apoiadores de Chornovil também consideravam seus oponentes muito próximos de Kuchma  e apoiados por interesses monetários.  O historiador ucraniano Pavlo Hai-Nyzhnyk disse que Chornovil retirou seu nome da nomeação presidencial em janeiro de 1999  e, de acordo com a Fundação Jamestown, ele endossou Udovenko,  embora o filho de Chornovil, Taras, tenha contestado isso, dizendo que ele ainda estava em campanha para a presidência até sua morte.  
A divisão chegou ao auge em fevereiro de 1999. Kostenko liderou um contingente do Rukh na declaração de que Chornovil seria removido como líder em uma reunião parlamentar de 17  ou 19 de fevereiro  e declarou-se líder do partido em uma reunião de 27 de fevereiro de seus apoiadores.  Chornovil respondeu em uma coletiva de imprensa em 22 de fevereiro, onde os comparou ao Comitê Estatal sobre o Estado de Emergência que liderou a tentativa de golpe soviético de 1991 e os acusou de receber US$ 40.000 por mês do governo ucraniano, de receber 4.000 hryvnias de um escritório do Rukh e de aceitar um suborno de um milhão de dólares do deputado popular do Rukh, Oleh Ishchenko. O editor adjunto do Kyiv Post, Jaroslaw Koshiw, escreveu em um artigo de opinião de 25 de fevereiro que apenas 17 deputados permaneceram leais a Chornovil após a deserção de Kostenko. 
A multidão de jornais pertencentes a Rukh foi dividida pela disputa; 11 apoiaram Chornovil, enquanto cinco apoiaram Kostenko. Dzerkalo Tyzhnia assumiu uma posição independente, mas geralmente culpou Chornovil pela divisão, junto com Kuchma e o candidato presidencial Yevhen Marchuk.  Chornovil e seus seguidores desprezaram a facção de Kostenko após a divisão; Les Tanyuk disse que "Essas são pessoas mais preocupadas agora em conseguir suas Mercedes e construir suas dachas", enquanto Chornovil se referiu à tentativa de tomada de Kostenko como uma "privatização do partido" e culpou Kuchma e o governo por orquestrar a divisão. 
Em um processo judicial de 2012 relacionado à morte de Chornovil, Udovenko testemunhou que, em fevereiro de 1999, foi contatado por Viacheslav Babenko, um cidadão ucraniano empregado pelo Serviço Federal de Segurança da Rússia (FSB). De acordo com Udovenko, Babenko o avisou de que haveria um atentado contra a vida de Chornovil envolvendo agências de inteligência russas. Chornovil descartou o aviso de Babenko como uma tentativa de intimidação. Mykola Stepanenko, funcionário do Ministério de Assuntos Internos encarregado de investigar a morte de Chornovil, observou Babenko como um indivíduo que tinha conhecimento substancial da rotina diária e dos planos de viagem de Chornovil. 
Chornovil renomeou a facção parlamentar do Rukh para "Movimento Popular da Ucrânia – 1" em 24 de fevereiro. Em 28 de fevereiro, os apoiadores de Kostenko organizaram o que chamaram de décimo congresso do Rukh, durante o qual declararam que Chornovil havia sido oficialmente removido da liderança e que o período de oposição do partido seria substituído por um de "parceria igualitária". Um congresso dos seguidores de Chornovil, chamado de "segunda etapa" do Nono Congresso por Chornovil, foi realizado em 7 de março e contou com a presença de 520 delegados da assembleia do Rukh, mais do que o requisito de dois terços previsto nos estatutos do partido. 

## Morte e funeral
Em 24 de março de 1999, Chornovil estava em um evento de campanha na cidade de Kirovohrad (agora Kropyvnytskyi), para si mesmo ou para Udovenko.   Enquanto estava em Kirovohrad, ele deu uma entrevista onde expressou a crença de que os clãs financeiros e do crime organizado da Ucrânia  estavam mirando Rukh em uma tentativa de destruí-la e garantir o acúmulo adicional de capital financeiro. Ele ainda afirmou que Kuchma só poderia vencer assassinando seus oponentes ou colocando-os uns contra os outros. Detalhes de seus últimos telefonemas são contestados; sua irmã Valentyna Chornovil [uk] disse que lhe desejou um feliz aniversário e descreveu a separação de Rukh como "já tendo ficado para trás",  enquanto Kostenko alegou que ele indicou que havia mudado de ideia e desejava apoiá-lo, em vez de Udovenko, para a presidência. 
Pouco antes da meia-noite de 25 de março de 1999,  Chornovil estava retornando de Kirovohrad para Kiev com o assessor Yevhen Pavlov e o secretário de imprensa de Rukh, Dmytro Ponomarchuk.  A cinco quilômetros de Boryspil, viajando a uma velocidade de 140km/h,  O Toyota Corolla de Chornovil colidiu com um caminhão Kamaz transportando grãos que estava parado em uma curva da rodovia. Chornovil e Pavlov morreram instantaneamente, enquanto Ponomarchuk foi hospitalizado com ferimentos graves. 

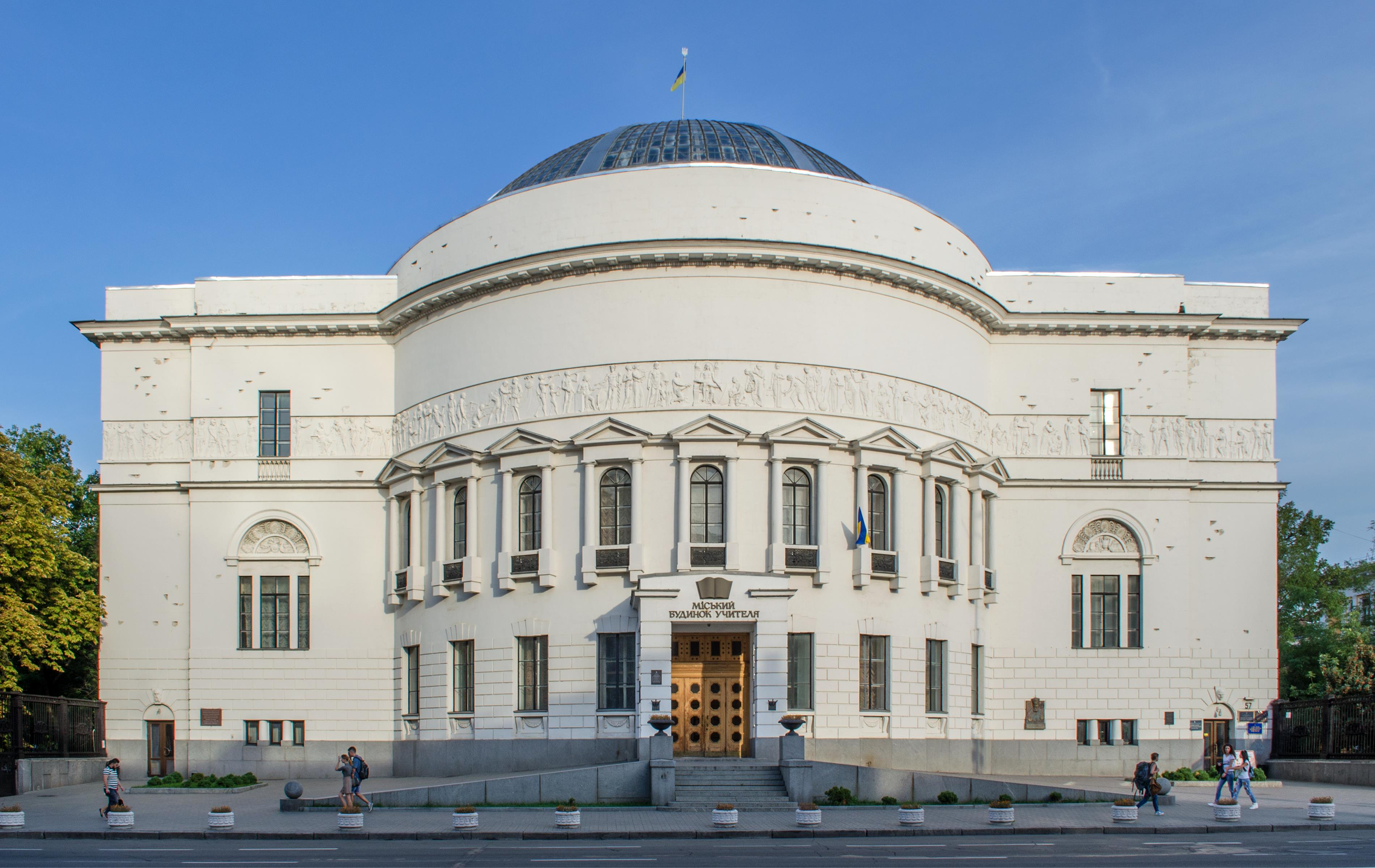
Casa dos Professores da Cidade de Kiev, antiga sede da Rada Central, onde ocorreu o funeral de Chornovil

O funeral de Chornovil foi realizado na Casa dos Professores da Cidade de Kiev (onde a República Popular da Ucrânia foi proclamada em 1917) em 29 de março,  com uma procissão viajando para a Catedral de São Volodymyr  antes de seu enterro no Cemitério de Baikove.  The Guardian relatou que "dezenas de milhares de ucranianos" estavam presentes;  a Militsiya afirmou um número de 10.000; enquanto o The Ukrainian Weekly escreveu que quase 50.000 compareceram "ao que muitos consideram o maior funeral que esta cidade [Kiev] já viu". Ele recebeu uma guarda de honra do estado, bem como uma orquestra militar. A maior parte da elite política da Ucrânia estava presente no funeral, incluindo Kravchuk (que chorou no funeral de Chornovil, apesar da rivalidade de longa data), Kuchma, o primeiro-ministro Valeriy Pustovoitenko e o presidente da Verkhovna Rada, Oleksandr Tkachenko, bem como vários ex-dissidentes e líderes de quase todos os partidos políticos, com as notáveis exceções do Partido Comunista (liderado por Petro Symonenko) e do Partido Socialista Progressista da Ucrânia (liderado por Nataliya Vitrenko). 

### Teorias da conspiração e investigações
Suspeitas de envolvimento do governo ucraniano na morte de Chornovil surgiram quase imediatamente,  inflamadas pela natureza controversa de Chornovil e pela iminente eleição presidencial. O Ministro do Interior Yuriy Kravchenko disse em um discurso televisionado na noite da morte de Chornovil que um assassinato não seria considerado na investigação da morte de Chornovil. Antes de seu enterro, Tanyuk e o deputado do Partido Democrata Cristão Vitaliy Zhuravskyi alegaram que Chornovil havia sido assassinado, enquanto o jornalista Serhii Naboka observou que as circunstâncias de sua morte foram semelhantes a outras mortes suspeitas de oponentes políticos de líderes soviéticos.  O motorista do caminhão foi inicialmente acusado de imprudência,  mas anistiado dentro de um mês,  e um passageiro morreu em circunstâncias pouco claras.  Karatnycky, citando um membro anónimo da campanha de Kuchma em 1999, observa que os outros rivais não comunistas de Kuchma não conseguiram formar uma coligação contra ele, o que levou à sua vitória;  O cientista político ucraniano Taras Kuzio descreve igualmente Kuchma e Yevhen Marchuk como os únicos candidatos não esquerdistas sérios à presidência após a morte de Chornovil. 
A primeira tentativa de investigar a morte de Chornovil começou com uma comissão da Verkhovna Rada em abril de 1999.  Após a Revolução Laranja de 2004-2005, o sucessor de Kuchma, Viktor Yushchenko, anunciou que a investigação sobre as circunstâncias da morte de Chornovil seria retomada em uma cerimônia de 23 de agosto de 2006, inaugurando uma estátua de Chornovil.  Em 6 de setembro de 2006, o Ministro do Interior, Yuriy Lutsenko, declarou que Chornovil havia sido assassinado e que as evidências que o comprovavam haviam sido entregues ao Procurador-Geral da Ucrânia.  O Procurador-Geral Oleksandr Medvedko criticou as declarações de Lutsenko sobre o caso como "para dizer o mínimo, pouco profissionais" e alegou que as informações vieram de um indivíduo condenado por fraude e para quem um aviso da Interpol havia sido emitido.  Desde então, as investigações sobre a morte de Chornovil foram repetidamente encerradas e reabertas sem concluir se Chornovil foi vítima de uma conspiração de assassinato ou de um simples acidente de viação. O Tribunal Distrital de Boryspil declarou que não existia uma conspiração de assassinato em janeiro de 2014 e encerrou o caso, mas em março de 2015 voltou a ser objeto de uma investigação pelo gabinete do Procurador-Geral. 

## Legado

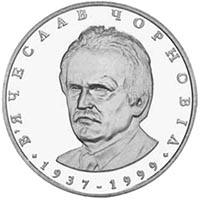
Moeda comemorativa de 2 hryvnias representando Chornovil

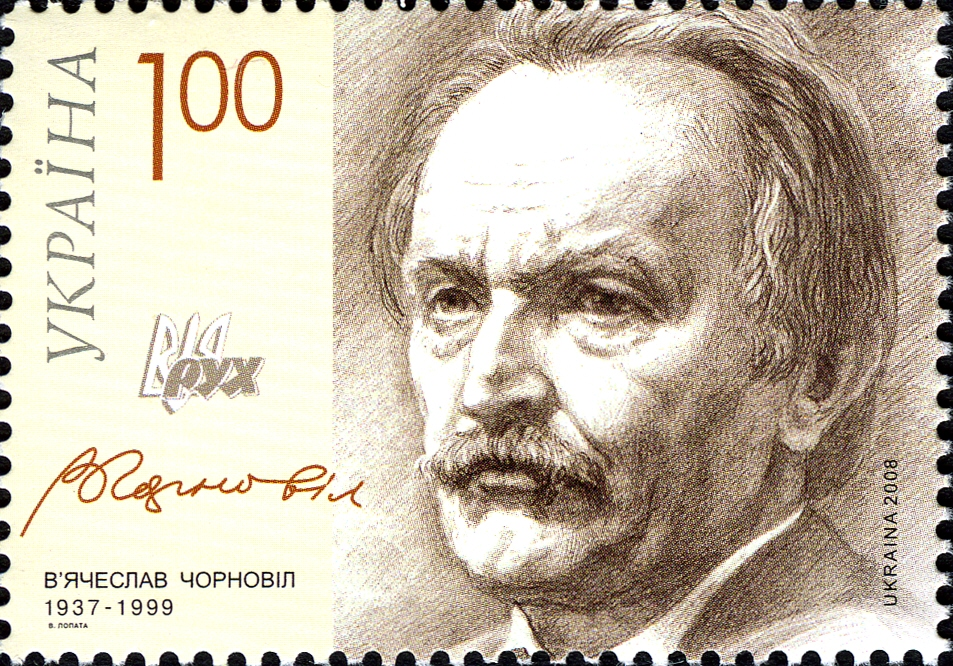
Selo ucraniano em homenagem a Chornovil, 2008

Peter Marusenko, jornalista do The Guardian, argumentou ao relatar o funeral de Chornovil que sua contribuição para a história ucraniana não foi reconhecida por muitos ucranianos até depois de sua morte.  Em seu livro de 2017, The Near Abroad, o professor Zbigniew Wojnowski descreveu Chornovil como "uma visão mais inclusiva da Ucrânia, inequivocamente pró-europeia e unida pelo compromisso com o Estado de Direito e a democracia parlamentar", em contraste com o líder nacionalista do início e meados do século XX, Stepan Bandera, e observou que um grande pôster de Chornovil estava presente durante os protestos do Euromaidan de 2013-2014.  Wojnowski define a ideologia de Chornovil de "patriotismo reformista", defendendo que a Ucrânia siga as reformas e mantenha laços históricos com a Europa Central, como se espalhando por toda a sociedade ucraniana após o Euromaidan e a Revolução Laranja. 
Mais criticamente, Chornovil foi acusado de ignorar as realidades políticas em vez do "romantismo" e de ter uma atitude ingênua em relação à política, como em um artigo de 2017 da Radio Liberty, escrito pelo filósofo e escritor Petro Kraliuk [uk]. Em particular, Kraliuk observa a crença de Chornovil no federalismo e a recusa em trabalhar com Kravchuk após a sua derrota eleitoral de 1991 como pouco construtivas. 
Chornovil foi postumamente condecorado com o título de Herói da Ucrânia em 2000, em reconhecimento à sua importância no restabelecimento do estado ucraniano.  Ele também foi agraciado com o Prêmio Nacional Shevchenko em 1996 por seu jornalismo investigativo, particularmente seu samvydav (entre eles Tribunal de Justiça ou o Retorno do Terror? e Ai do Espírito).  Ele foi colocado duas vezes entre os dez ucranianos mais populares de todos os tempos. Na pesquisa Velyki Ukraïntsi de 2008, ele foi colocado como a sétima figura mais popular da Ucrânia, com 2,63% dos indivíduos entrevistados o nomeando como o maior ucraniano de todos os tempos.  Na pesquisa "People's Top" de 2022, ele foi o nono ucraniano mais popular, com pesquisas anteriores indicando que seu apoio havia aumentado de 3,5% em 2012 para 8,7% em 2022. 
Em 2003, o Banco Nacional da Ucrânia emitiu uma moeda comemorativa com o valor nominal de 2 hryvnias dedicada a Chornovil.  Em 2009, foi emitido um selo ucraniano dedicado a Chornovil. 